# Biserica reformată din Zimbor

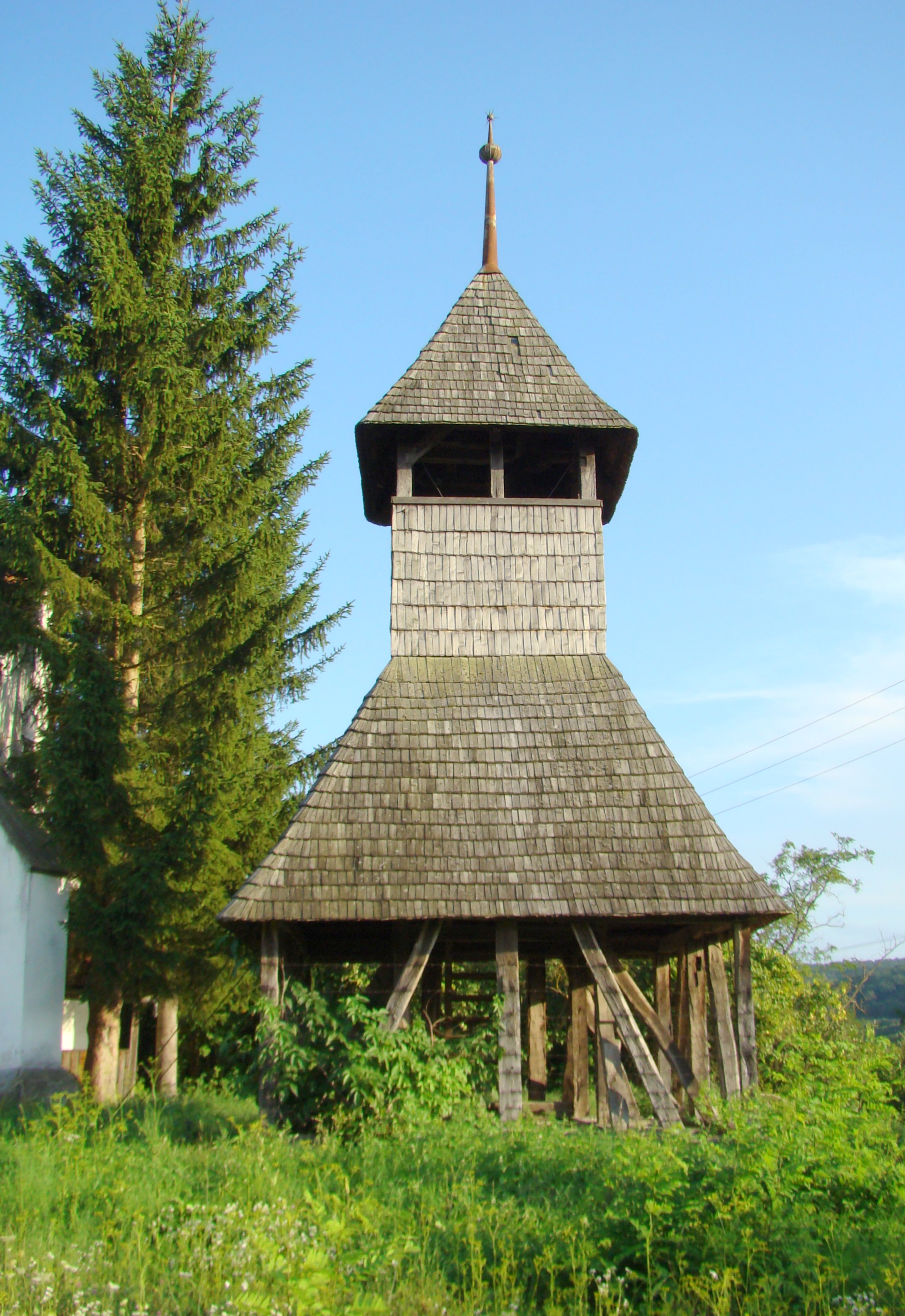
Clopotniţa de lemn (monument istoric)

Biserica reformată din Zimbor este un ansamblu de monumente istorice aflat pe teritoriul satului Zimbor; comuna Zimbor.

Ansamblul este format din două monumente:
- Biserica reformată (cod LMI SJ-II-m-B-05149.01)
- Turn-clopotniță din lemn (cod LMI SJ-II-m-B-05149.02)

## Localitatea
Zimbor (în maghiară Magyarzsombor) este satul de reședință al comunei cu același nume din județul Sălaj, Transilvania, România. Menționată pentru prima dată în anul 1332.

## Biserica
Primele însemnări despre biserica catolică a localității Zimbor datează din 1330. Odată cu Reforma protestantă credincioșii localității Zimbor au trecut la religia reformată, biserica construită în secolul XV fiind și ea adaptată la noua religie, la începutul anilor 1770 având loc ultimele modificări majore.
Pe pilonul de susținere a sacristiei a fost gravat epitaful lui Szilágyi Jakab, decedat în 1759. Amvonul a fost sculptat de Sipos Dávid în 1742. Pe lespezi de piatră și pe casetele tavanului se poate vedea stema familiei nobiliare locale Sombory.
Parapetul corului a fost pictat de renumitul pictor de biserici Umlig Lőrinc, în secolul XVIII, lucru dovedit de singura casetă care se mai păstrează în prezent. Biserica nu a avut turn niciodată, ci doar o clopotniță de lemn separată, acoperită cu șindrilă, ce a fost construită în 1771. Clopotele turnate în secolul XVIII au fost rechiziționate în timpul primului război mondial, cele actuale au fost turnate în 1929.

## Imagini din exterior

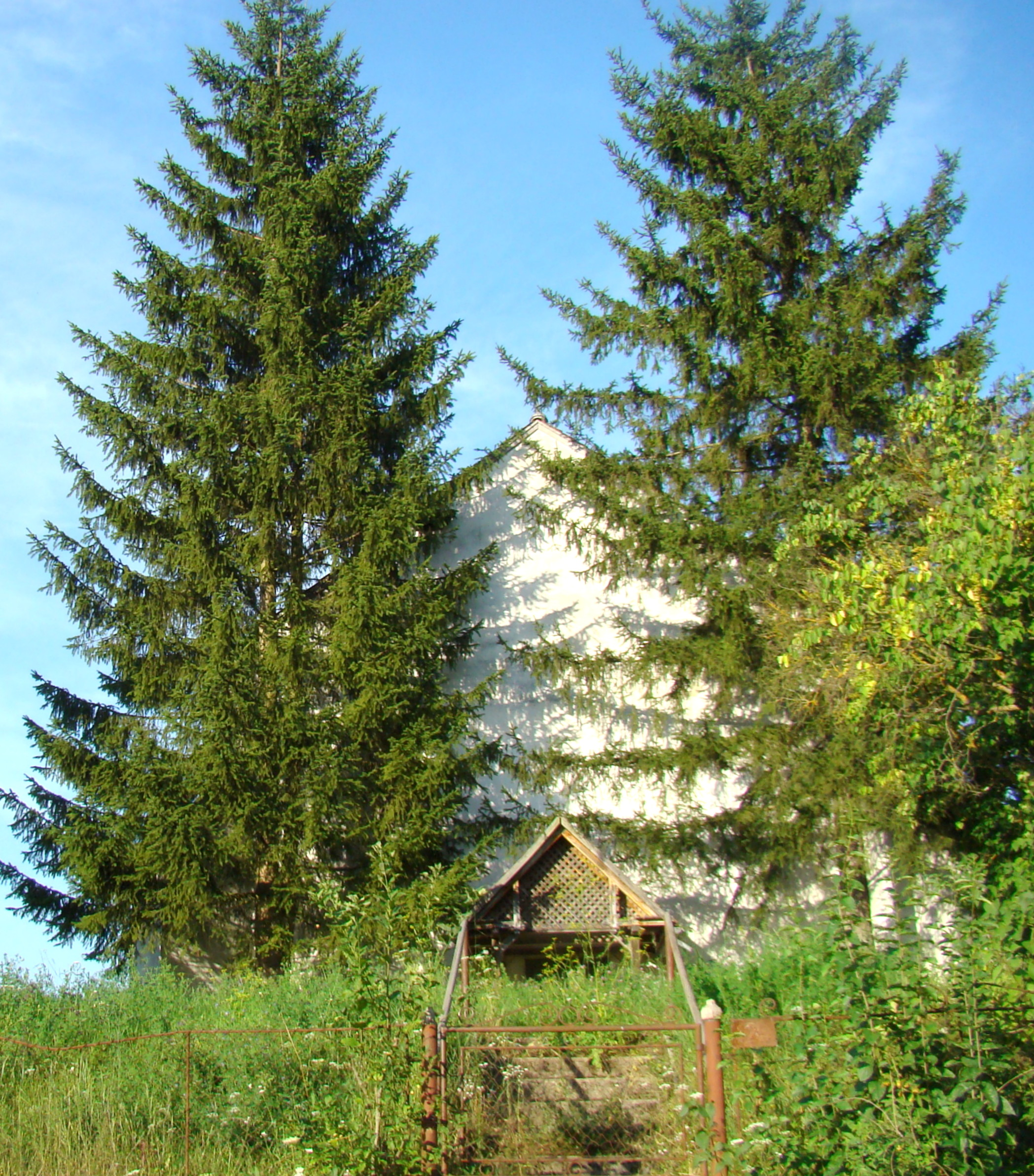
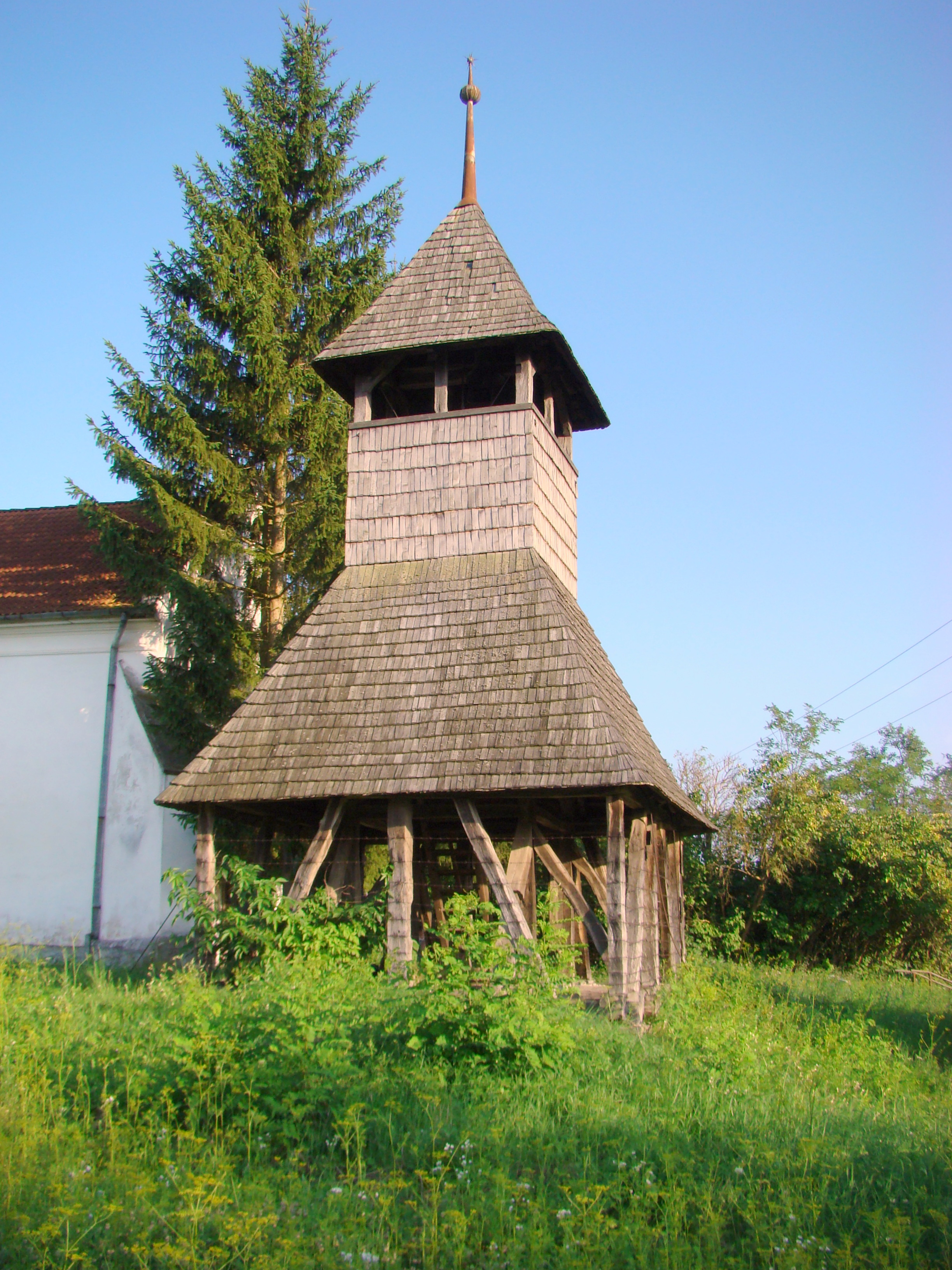
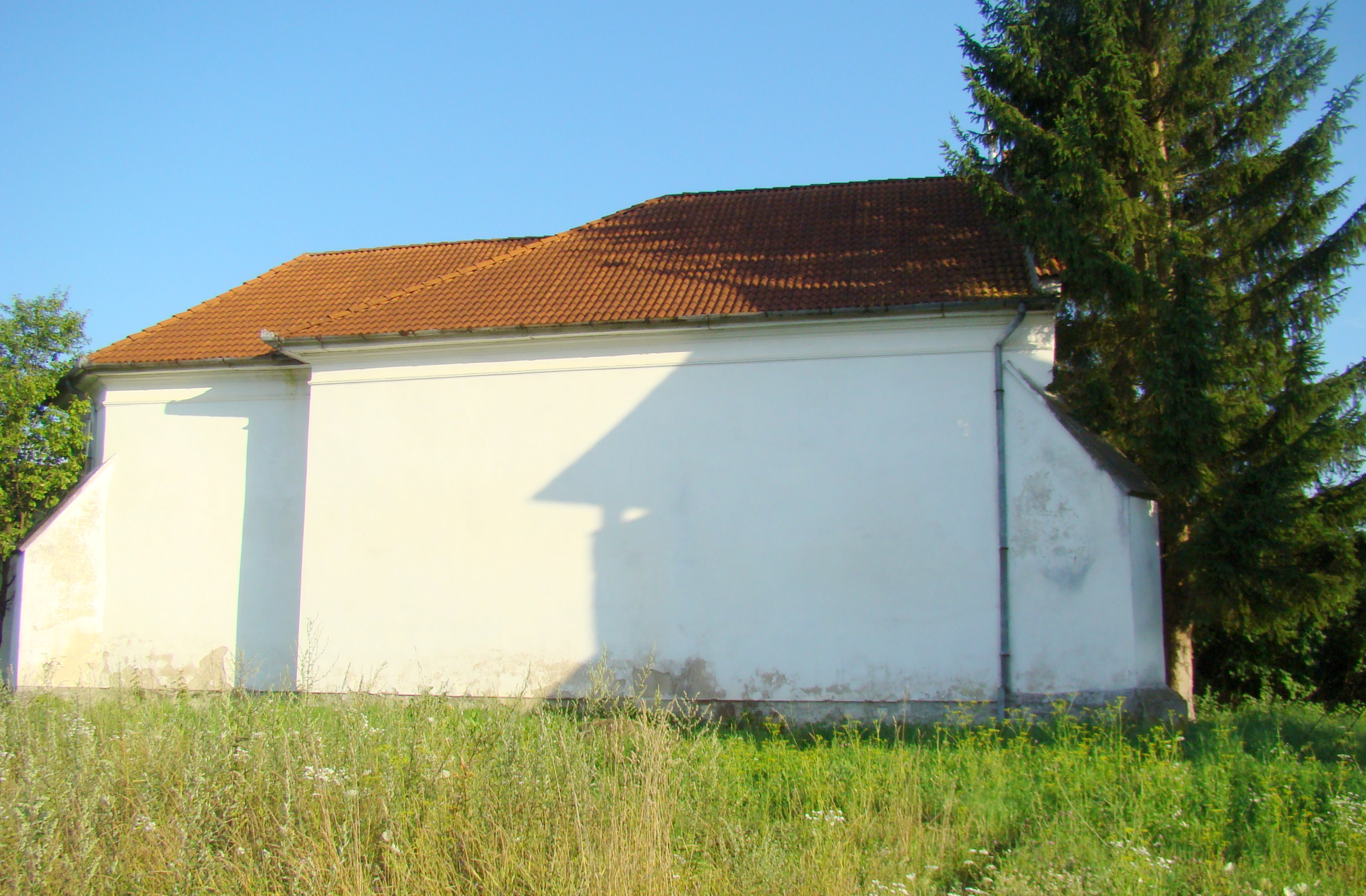
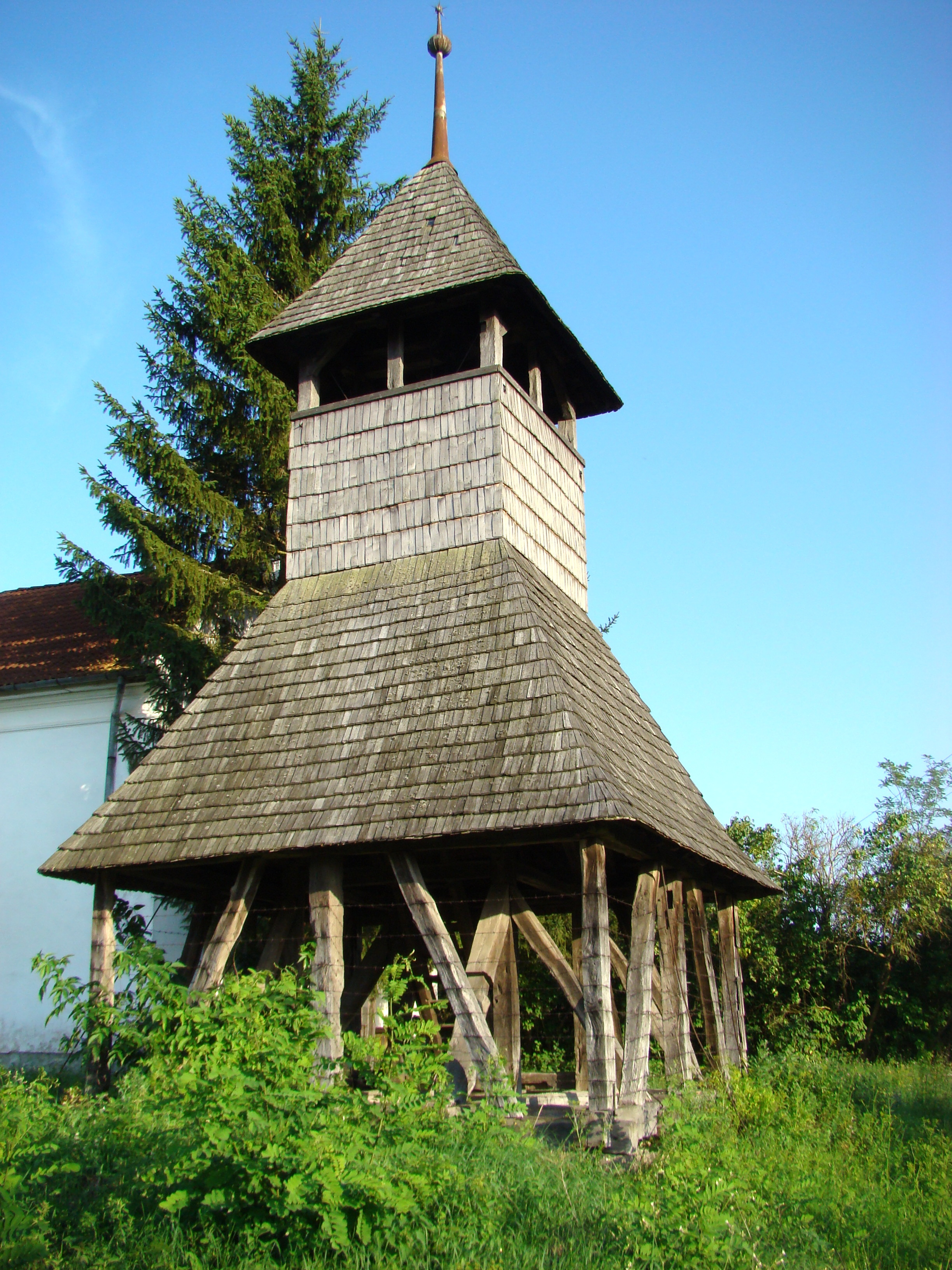
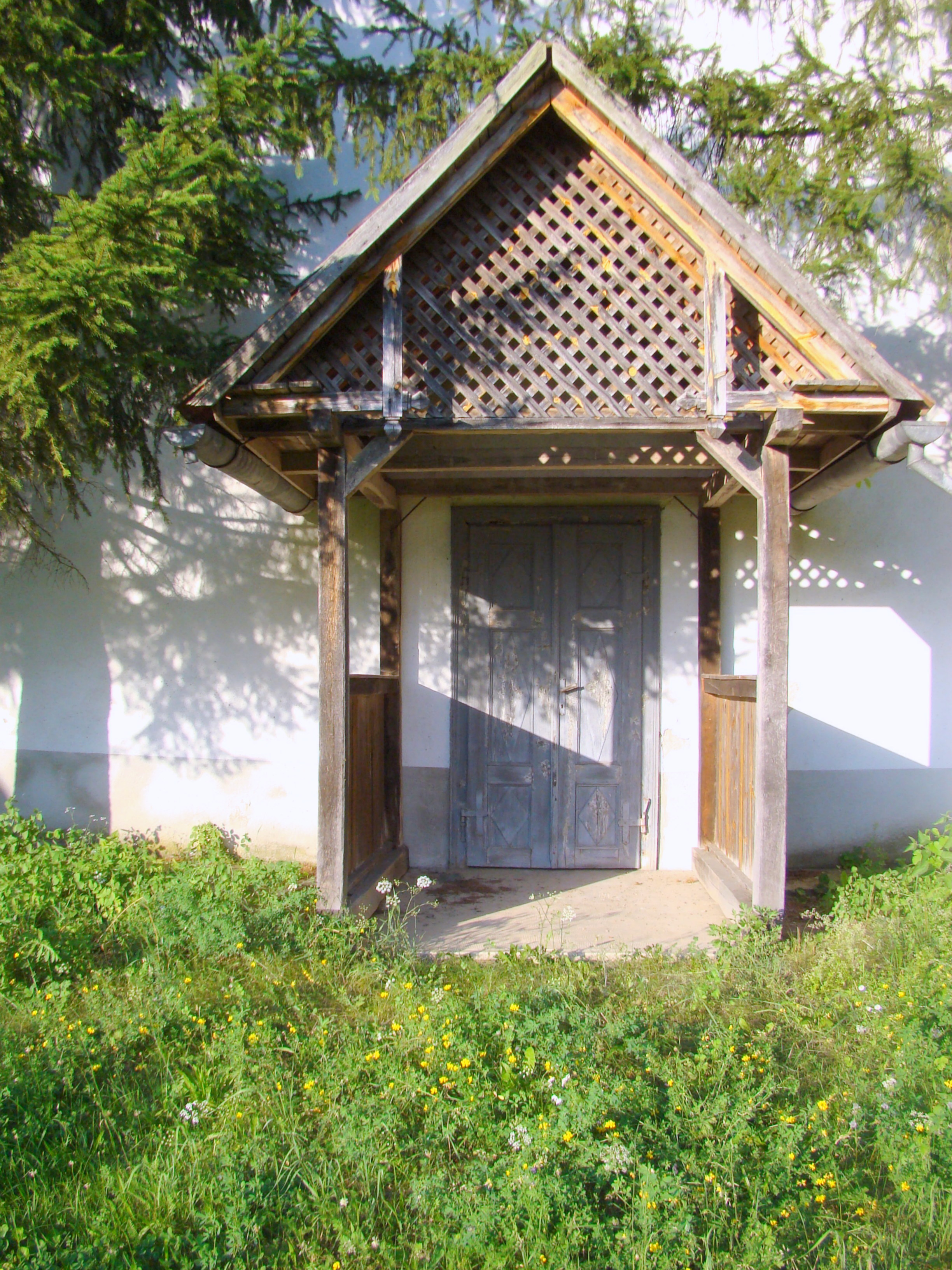
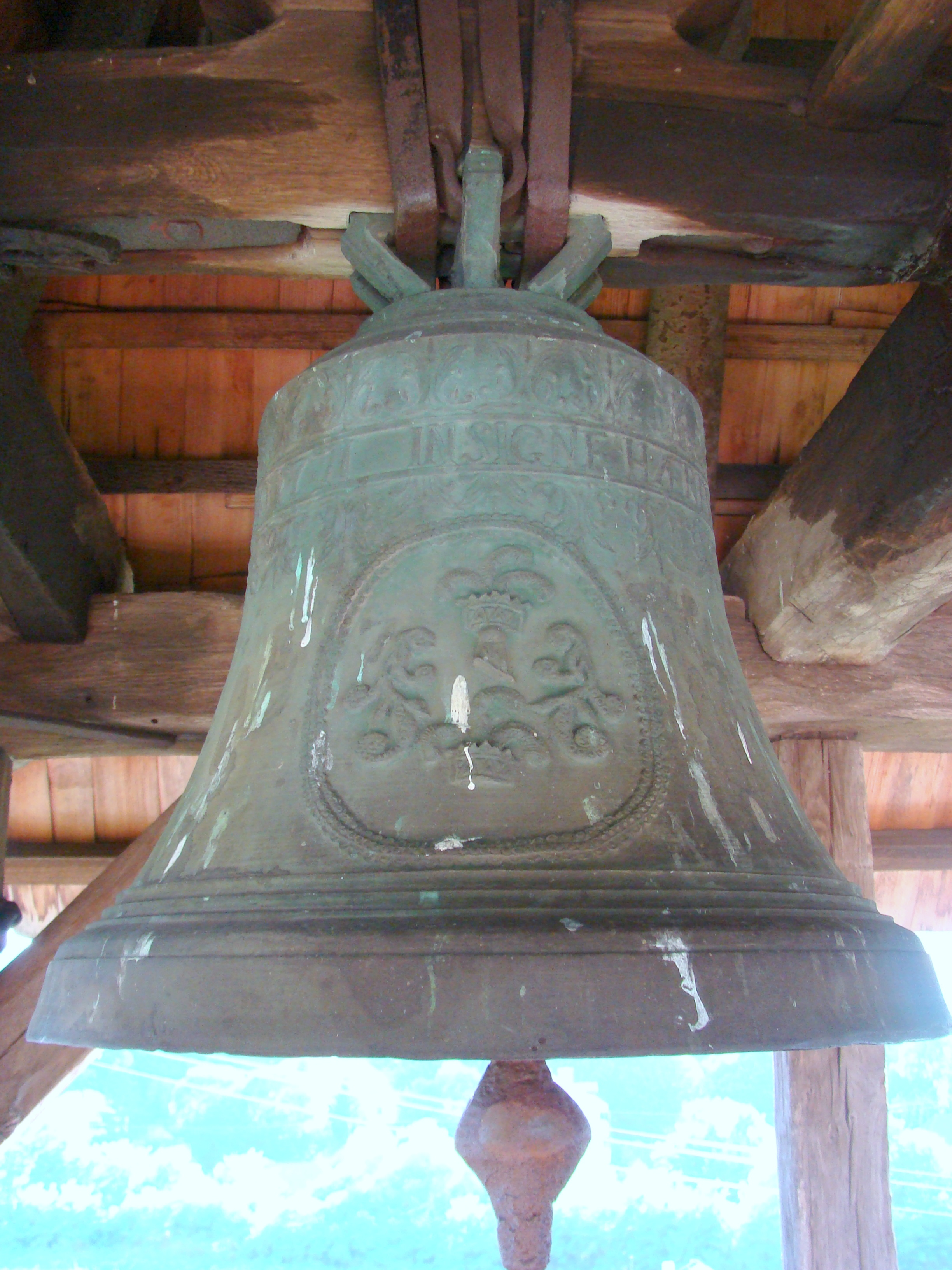
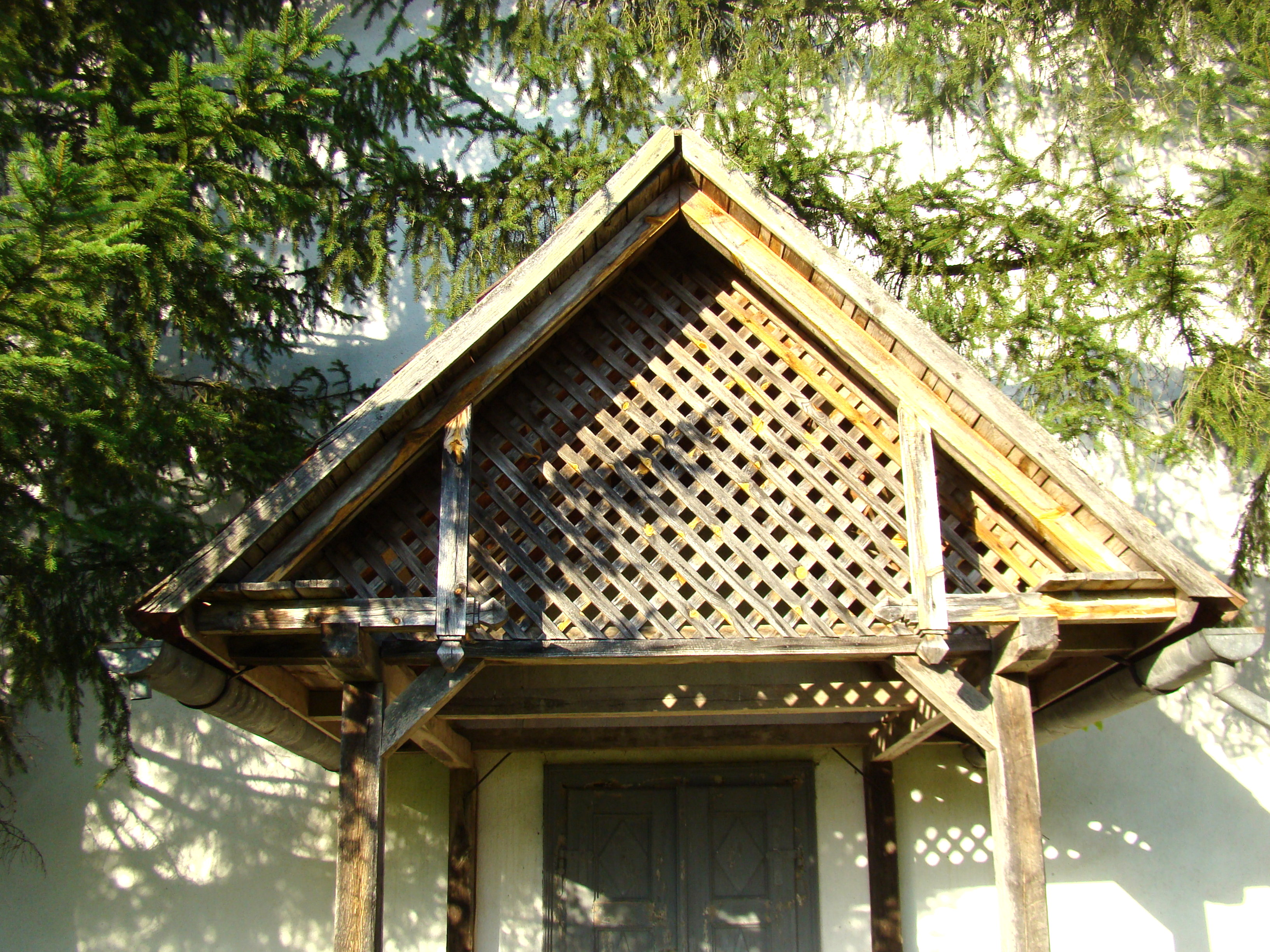
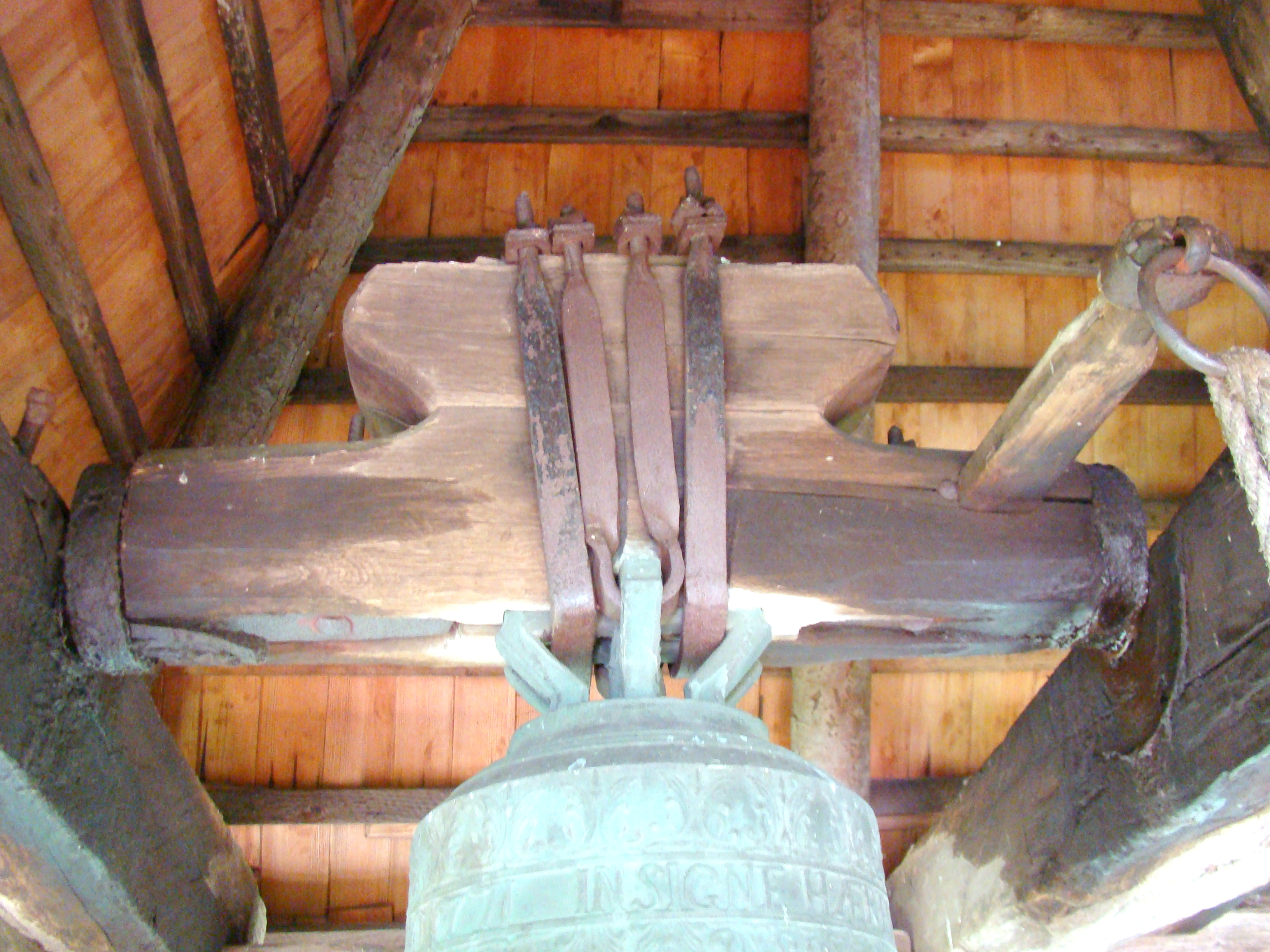
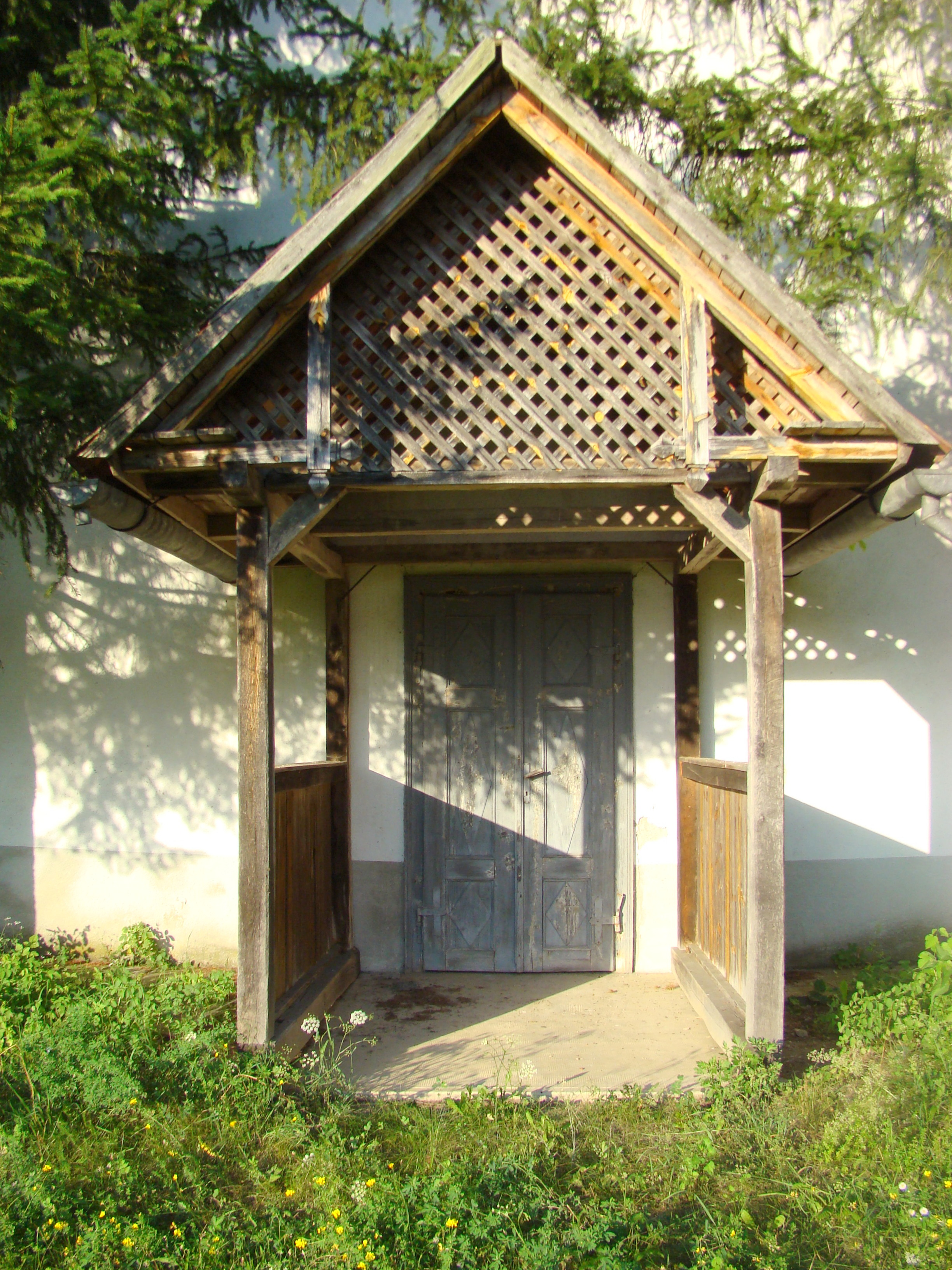
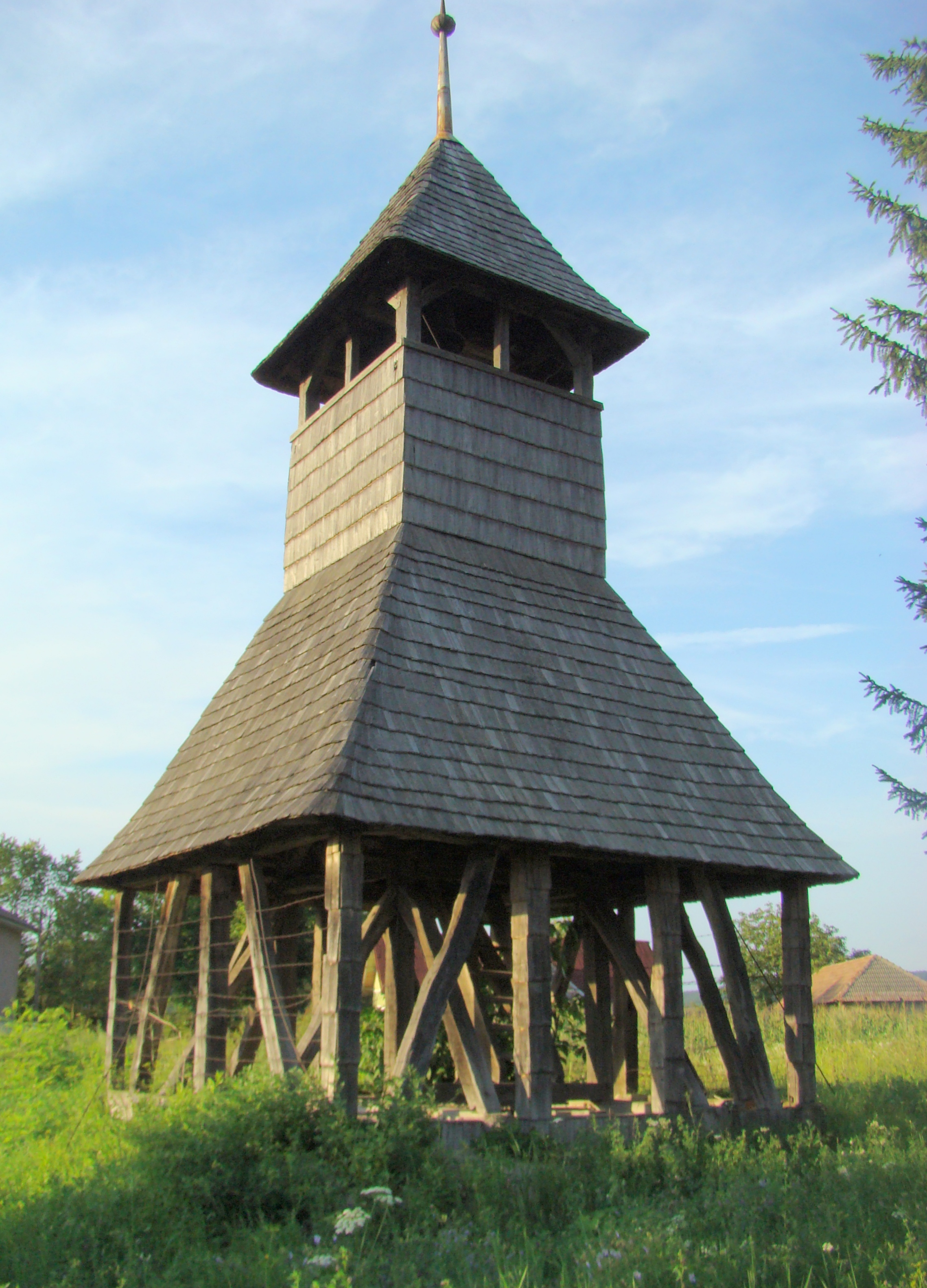
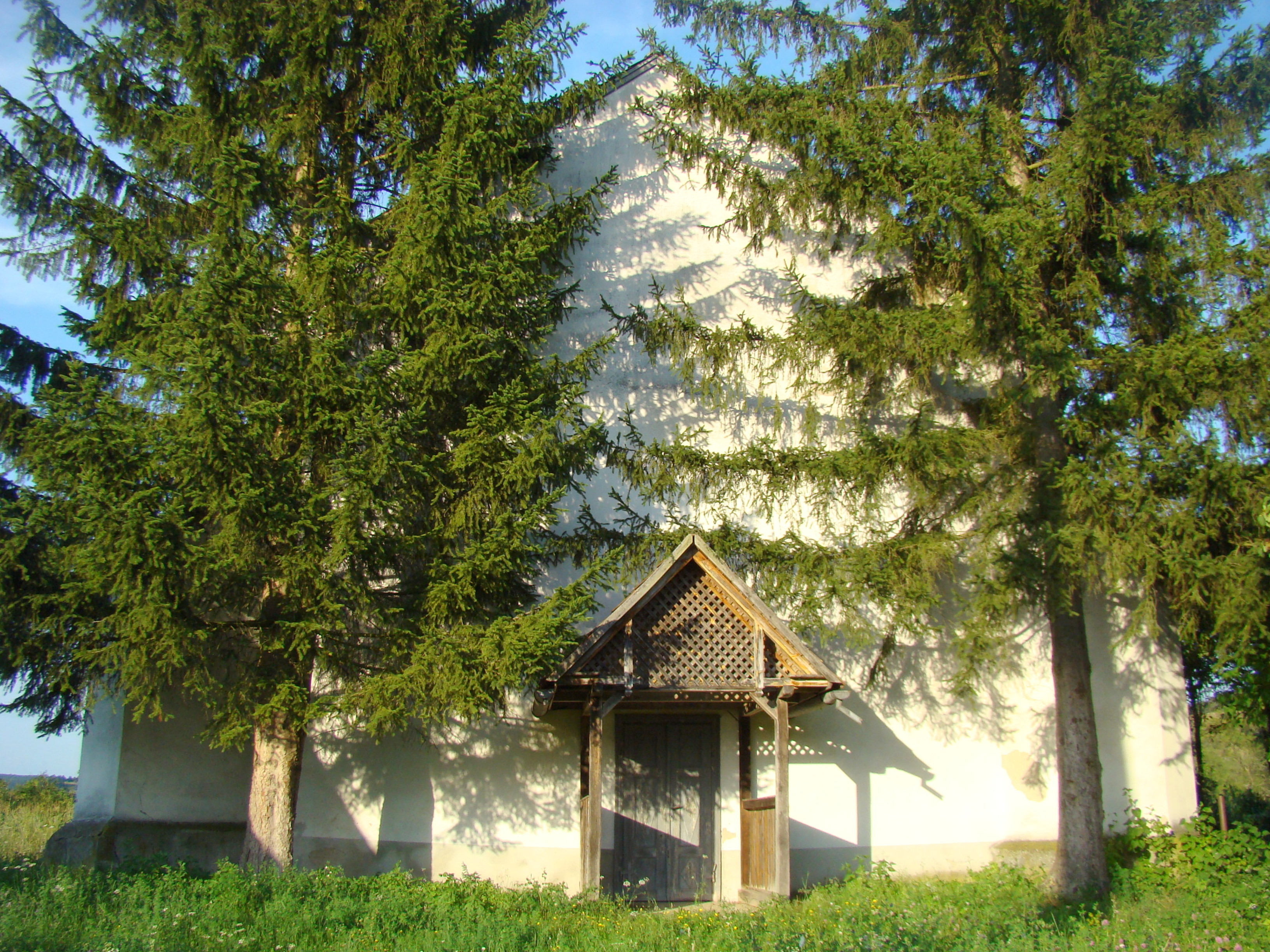
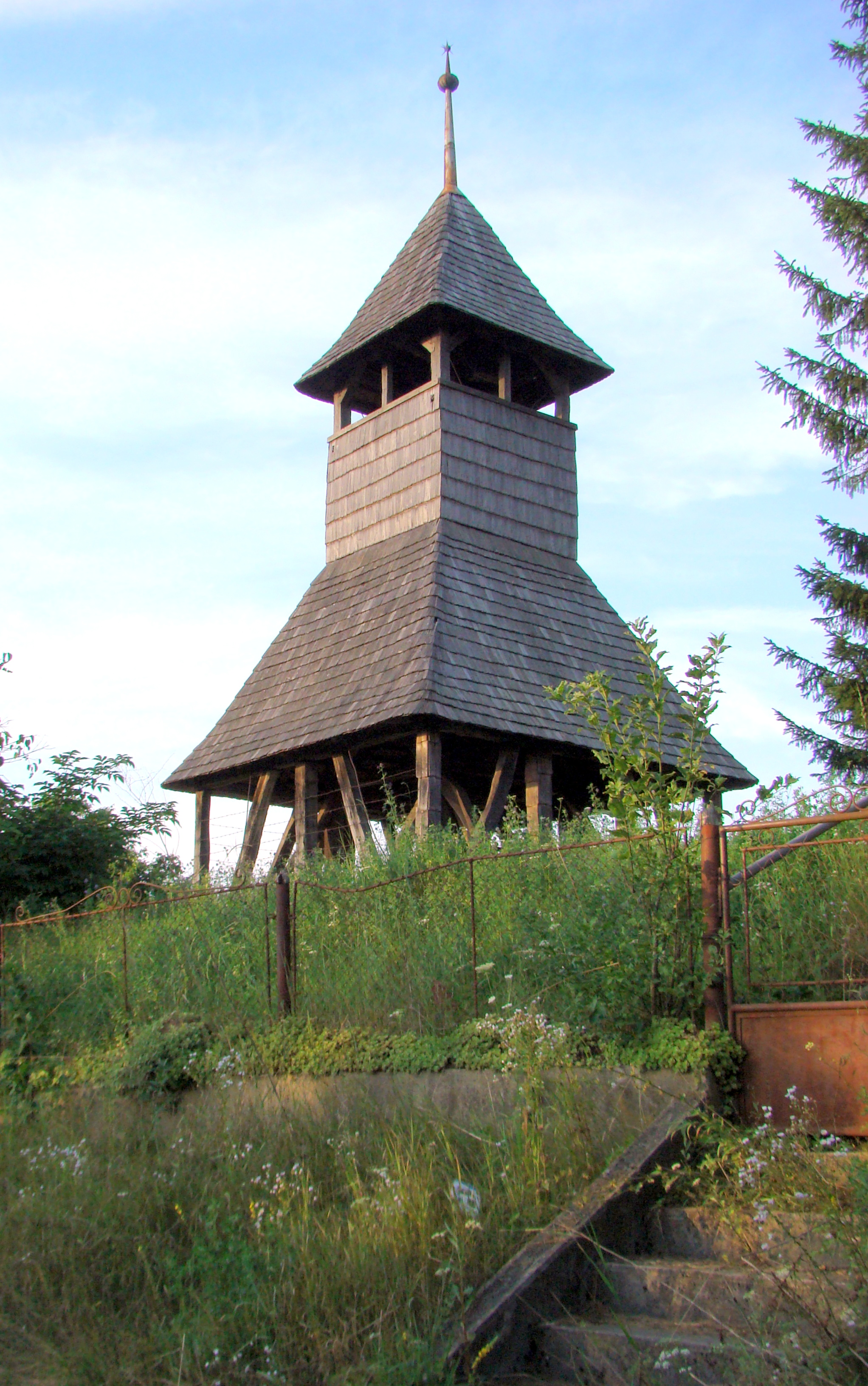
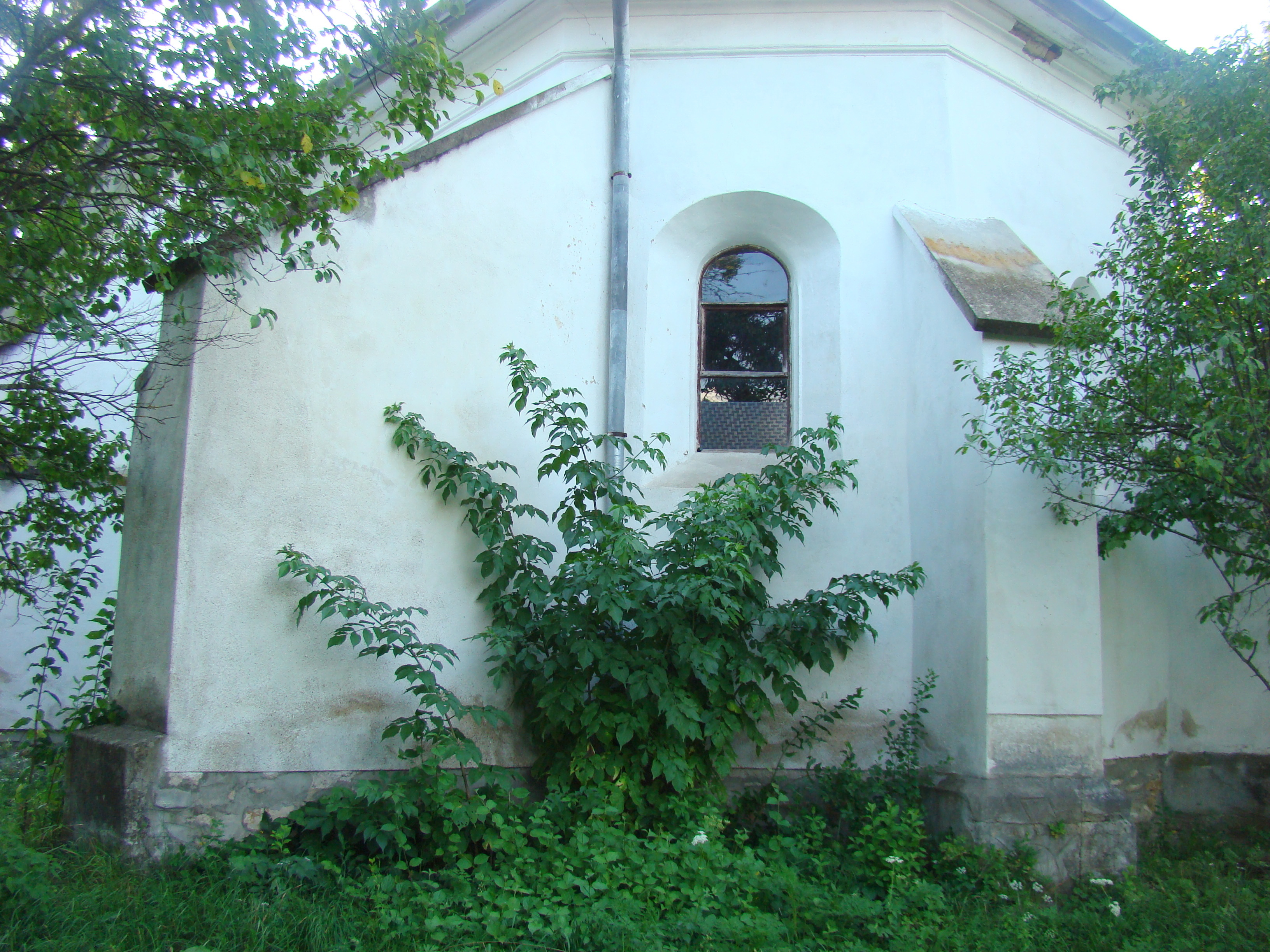
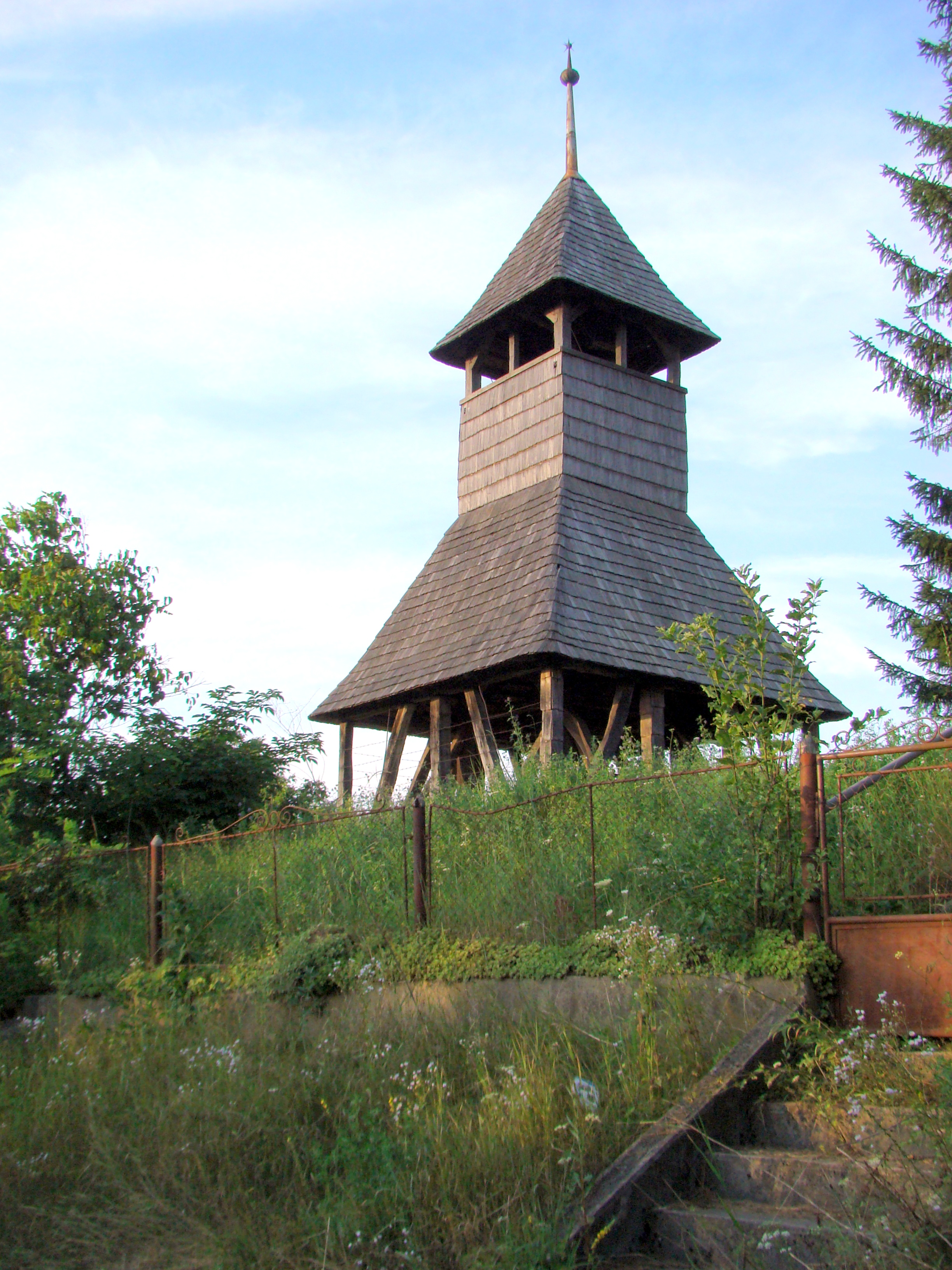
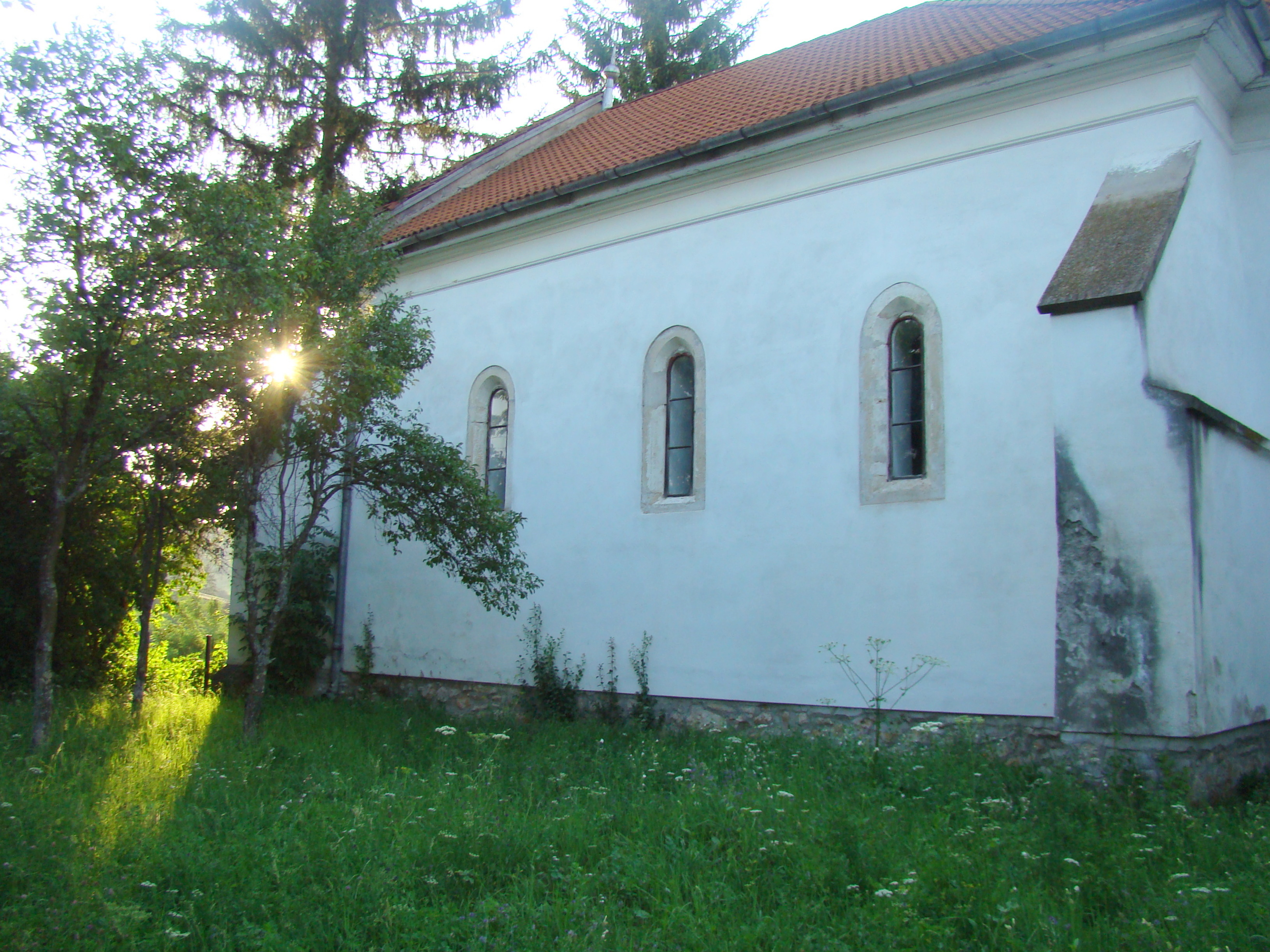
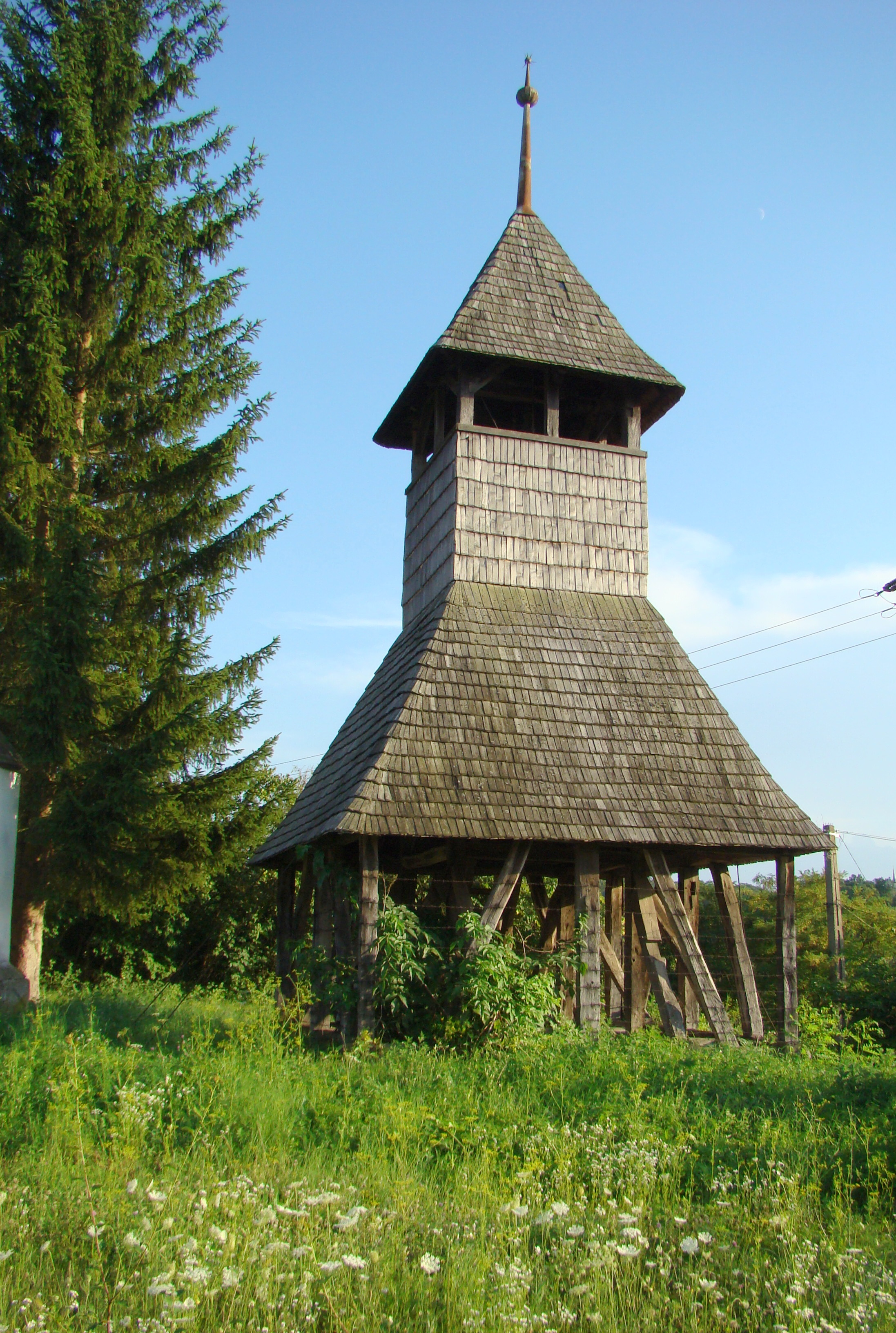
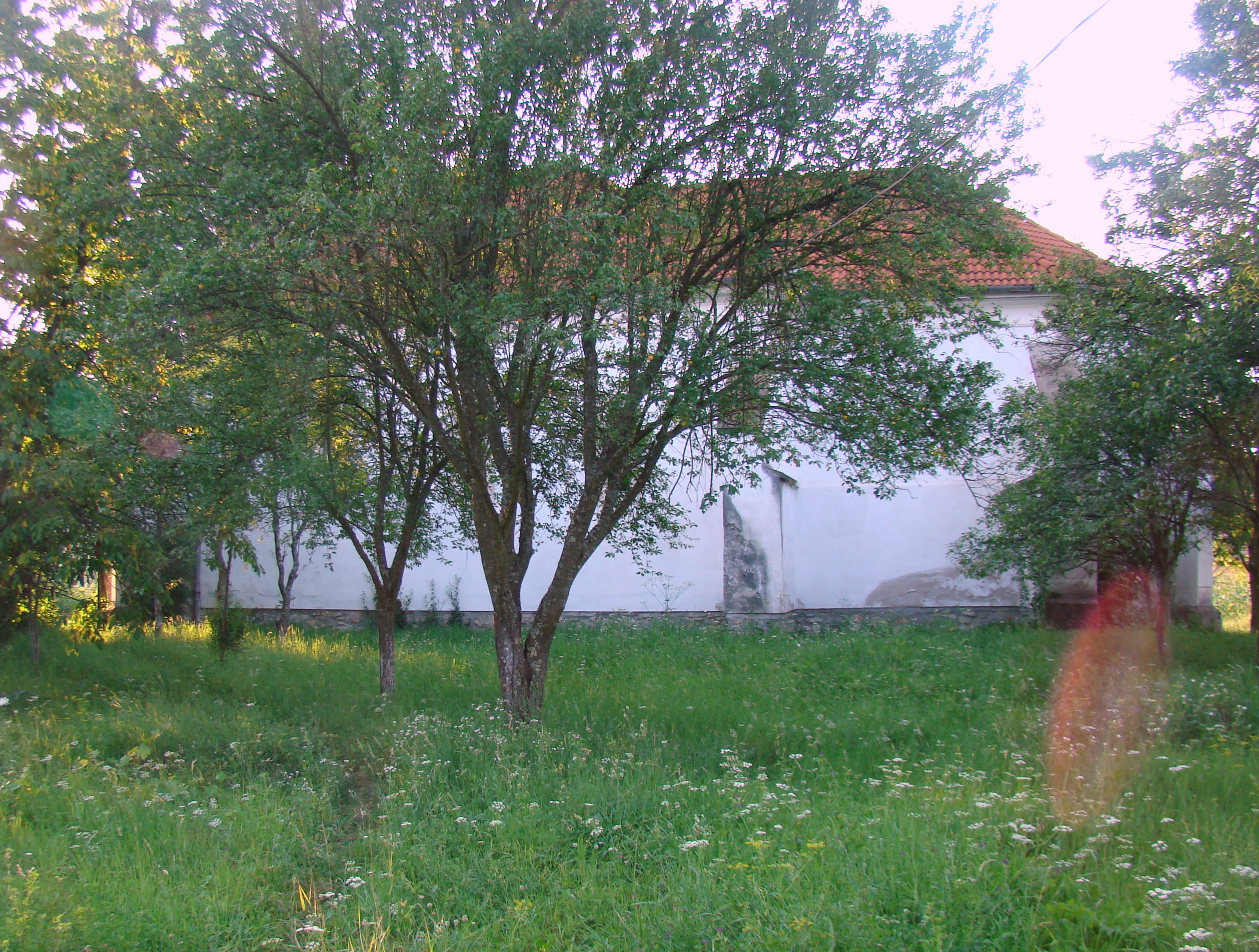
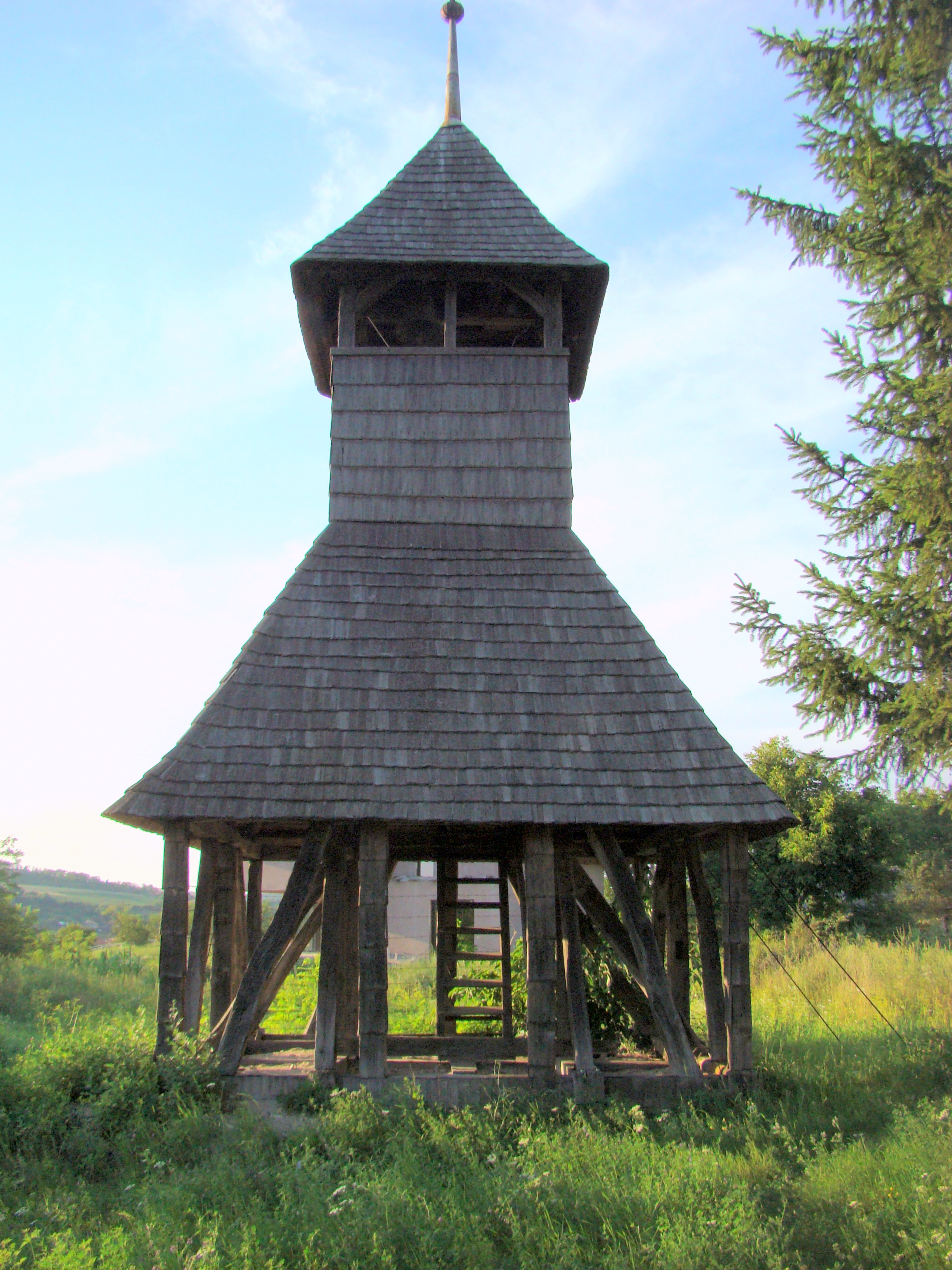
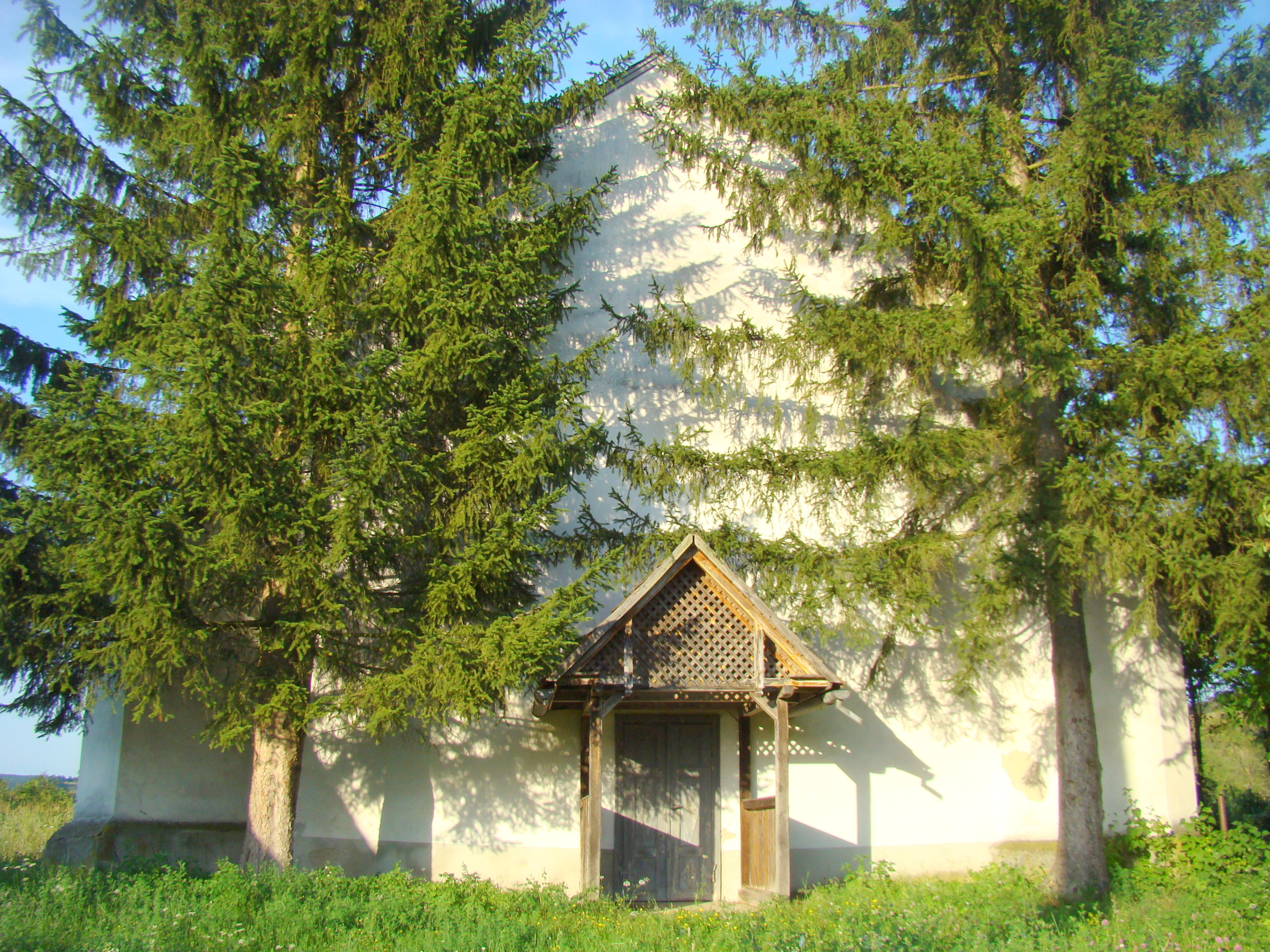
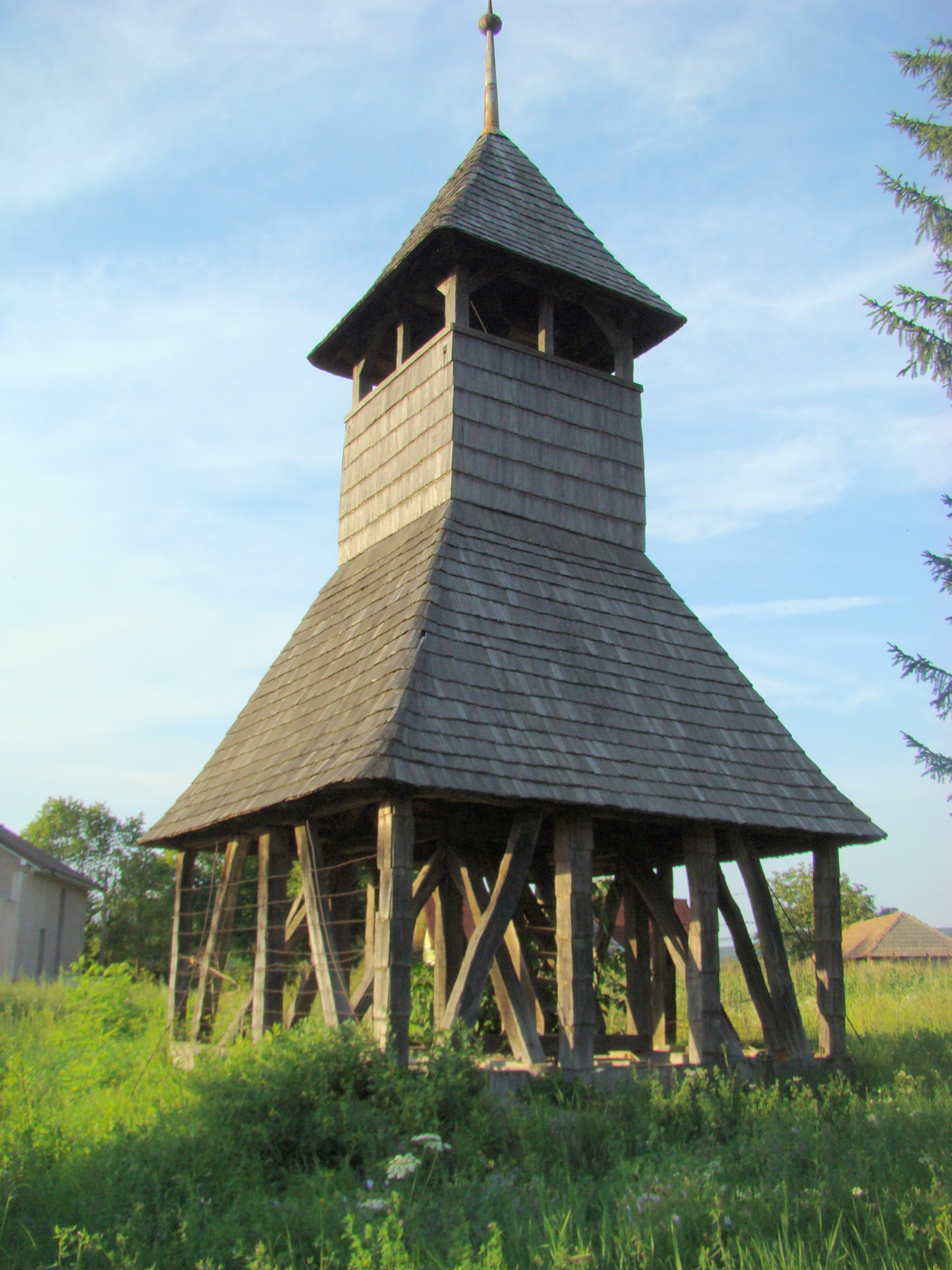
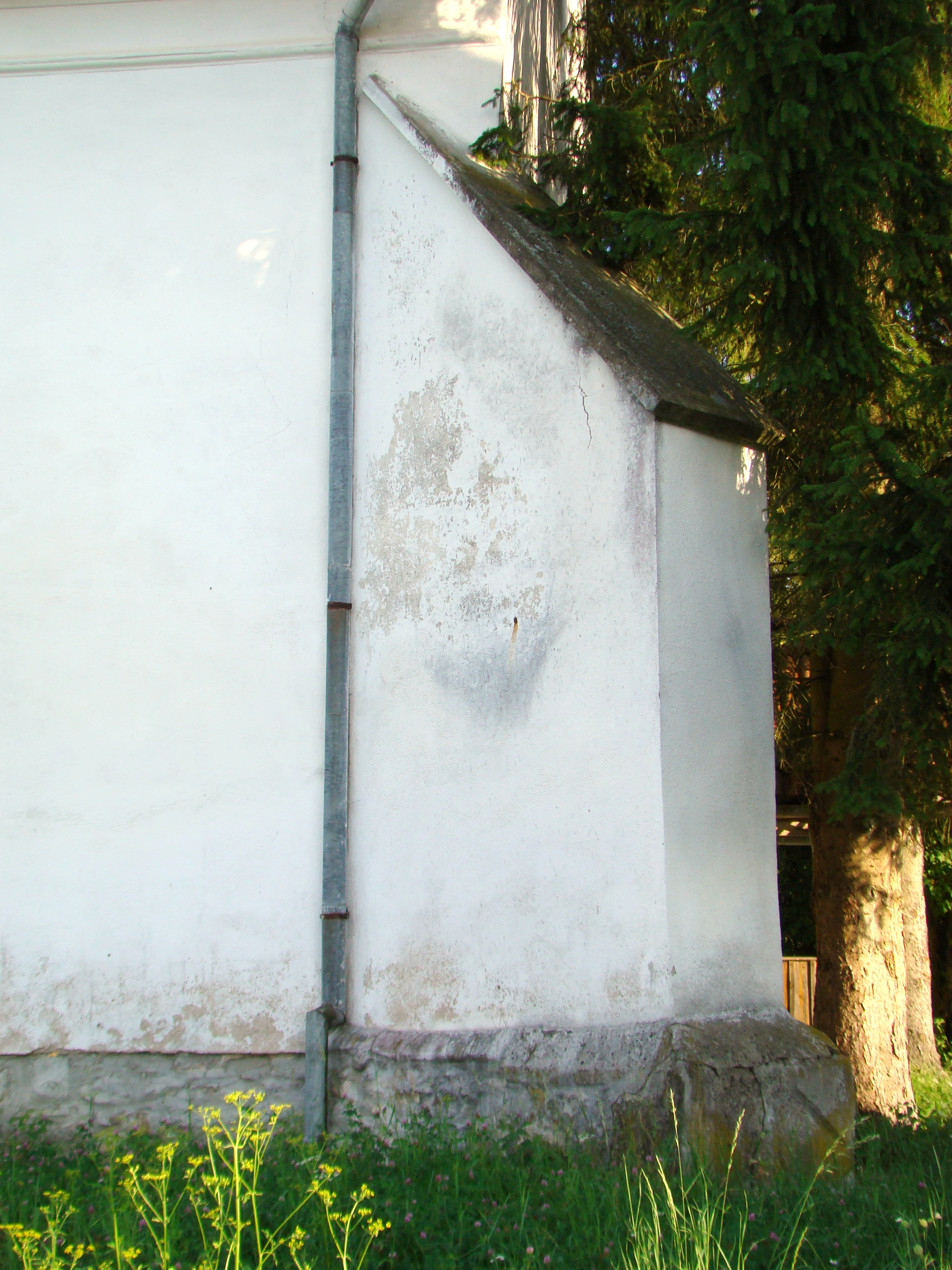
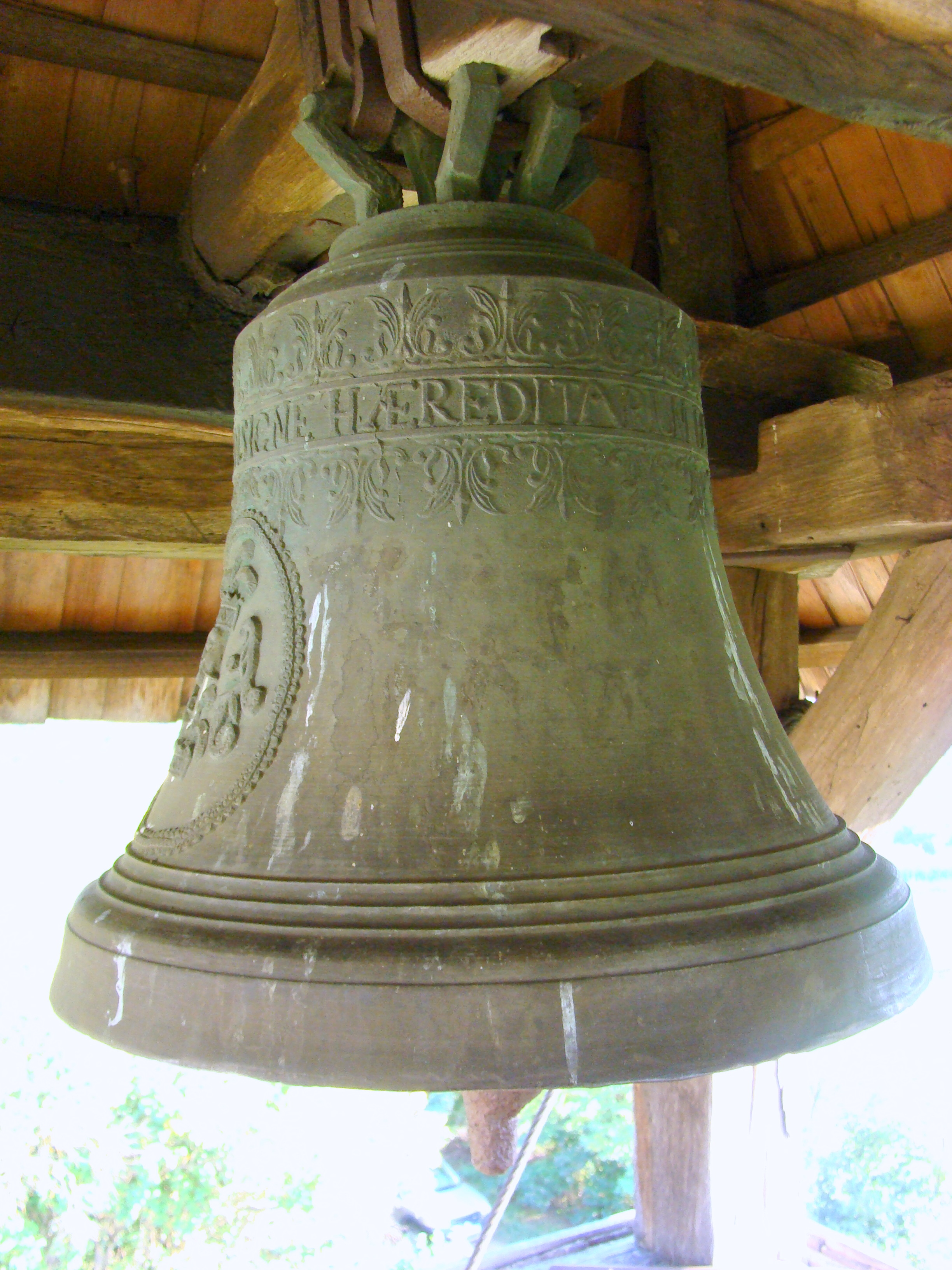
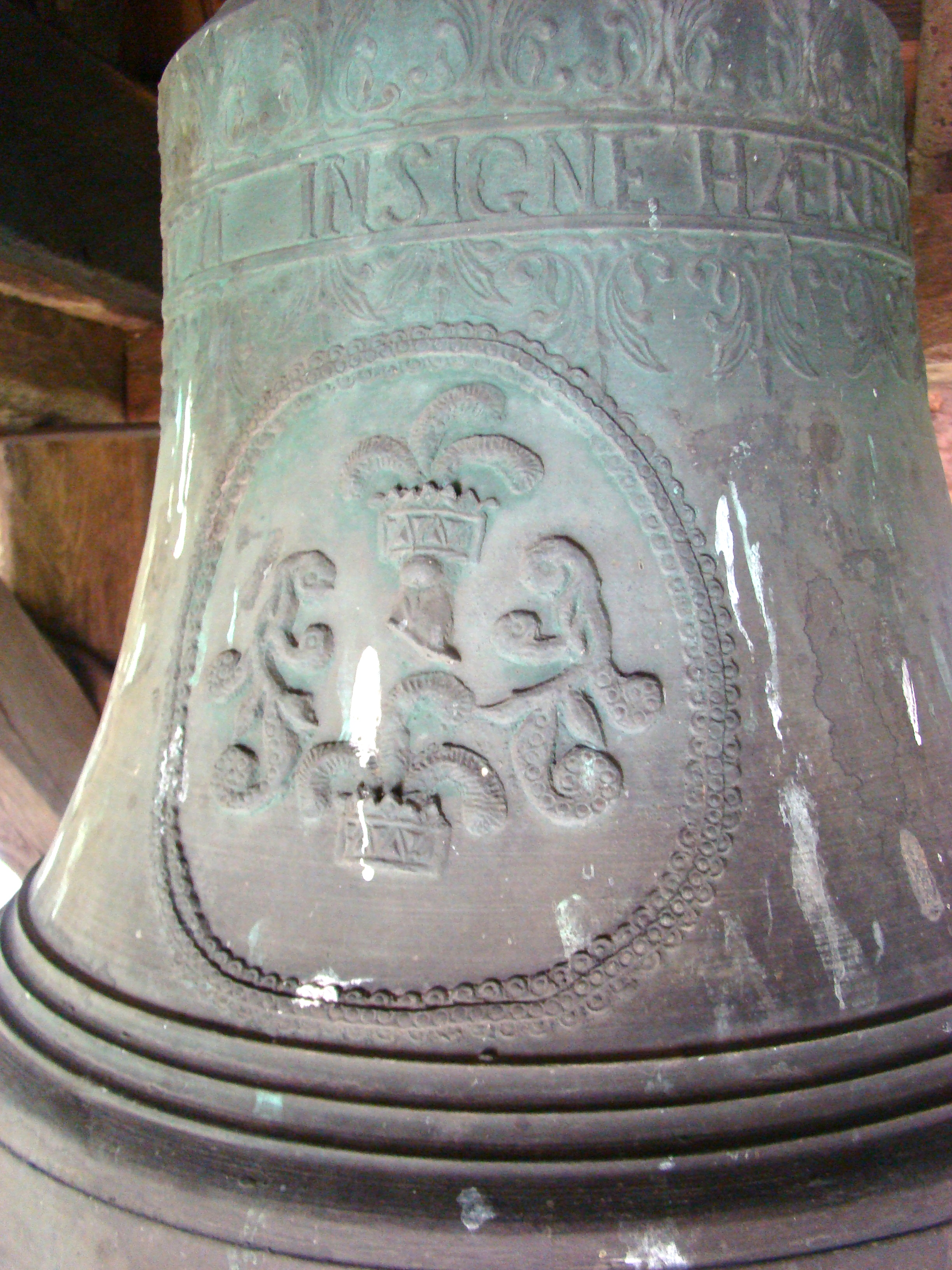
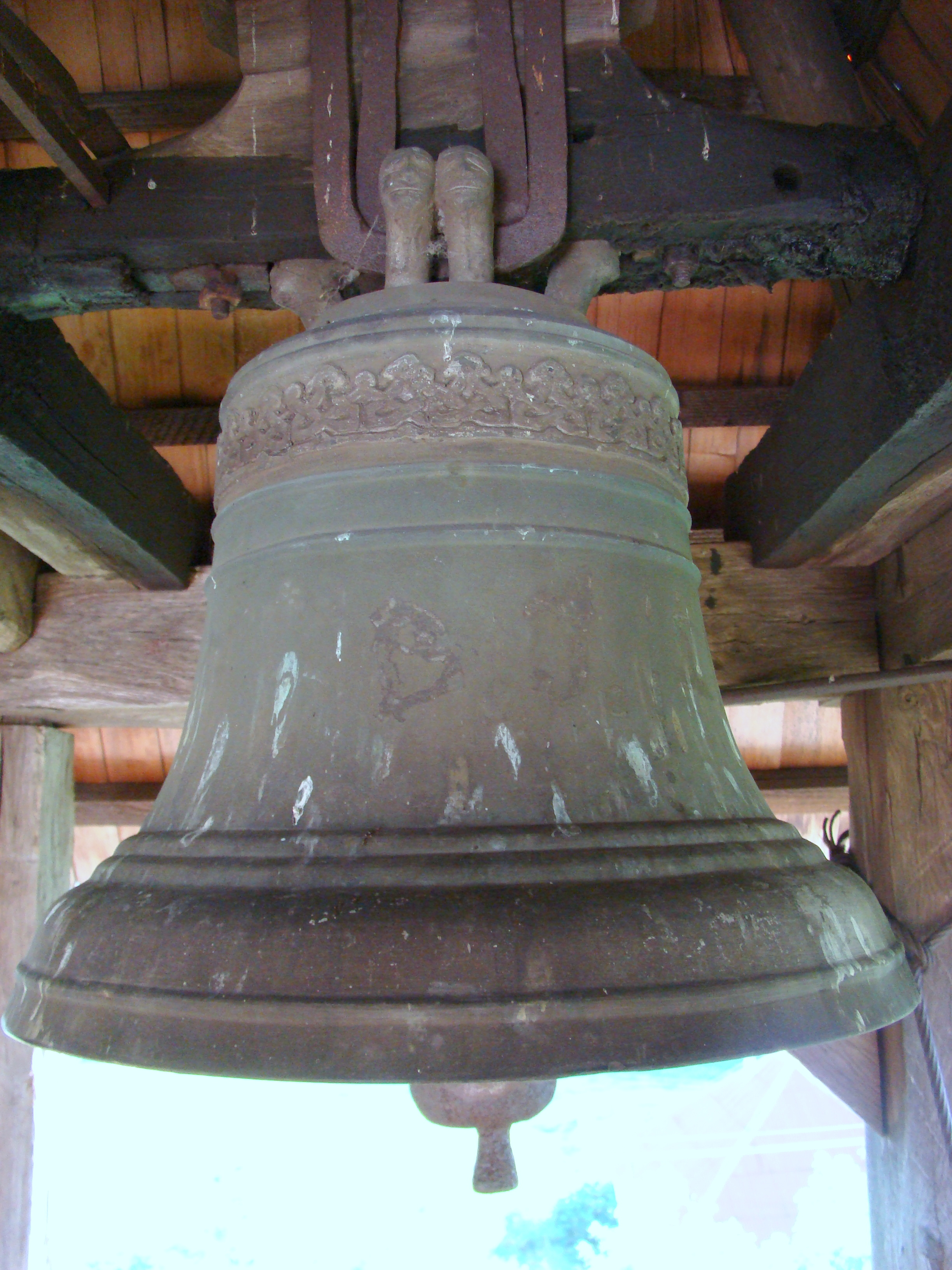
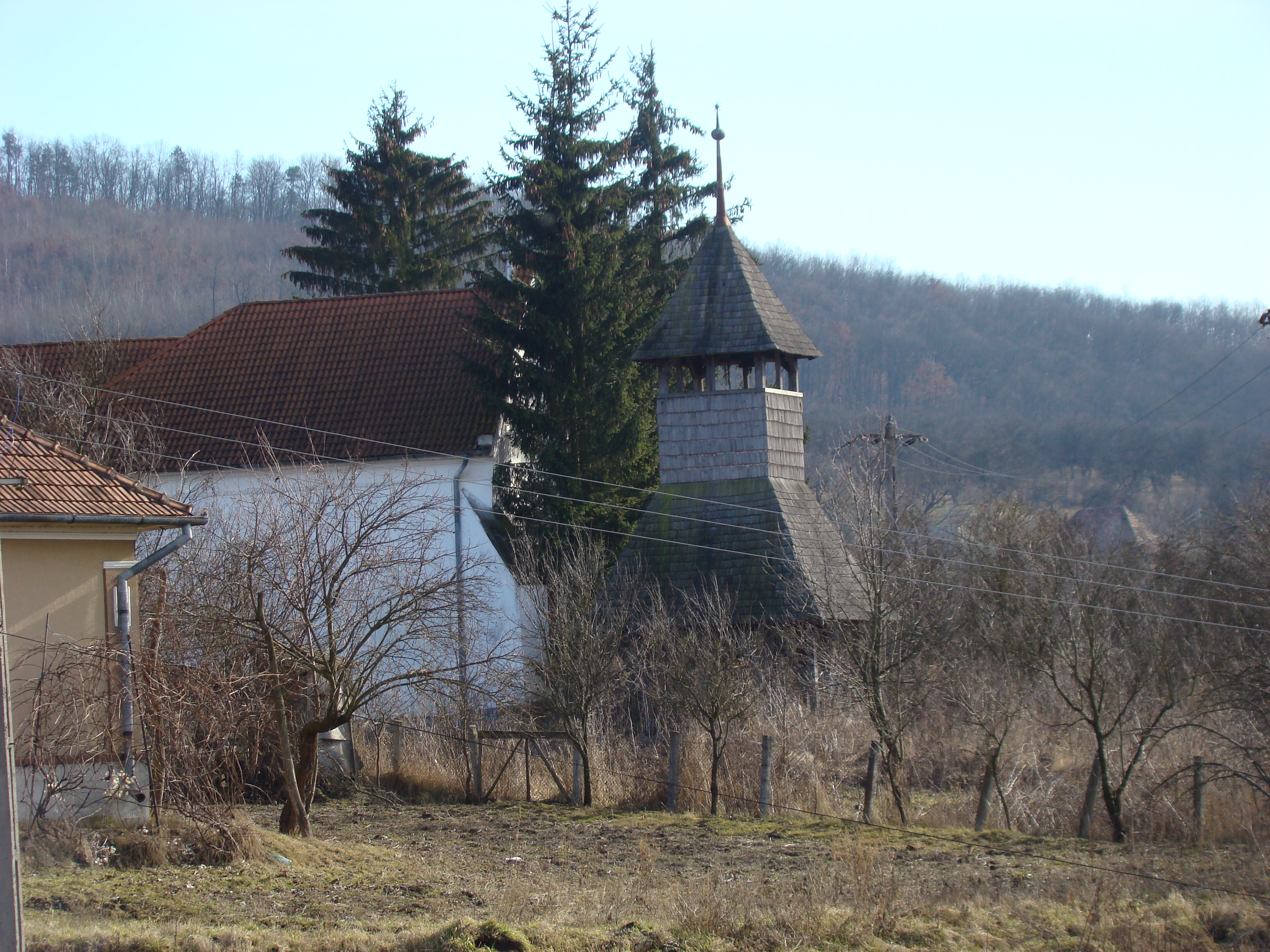
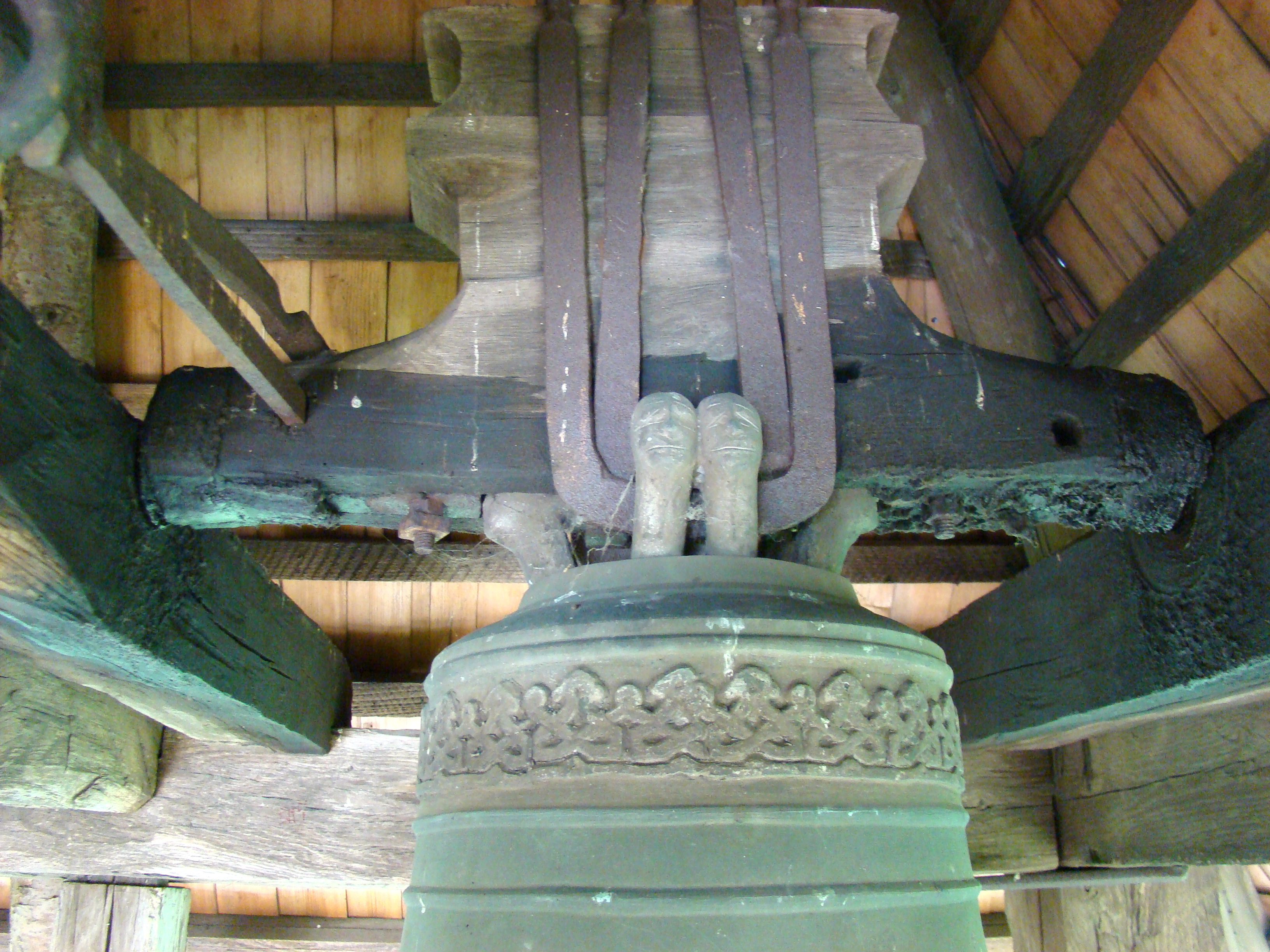
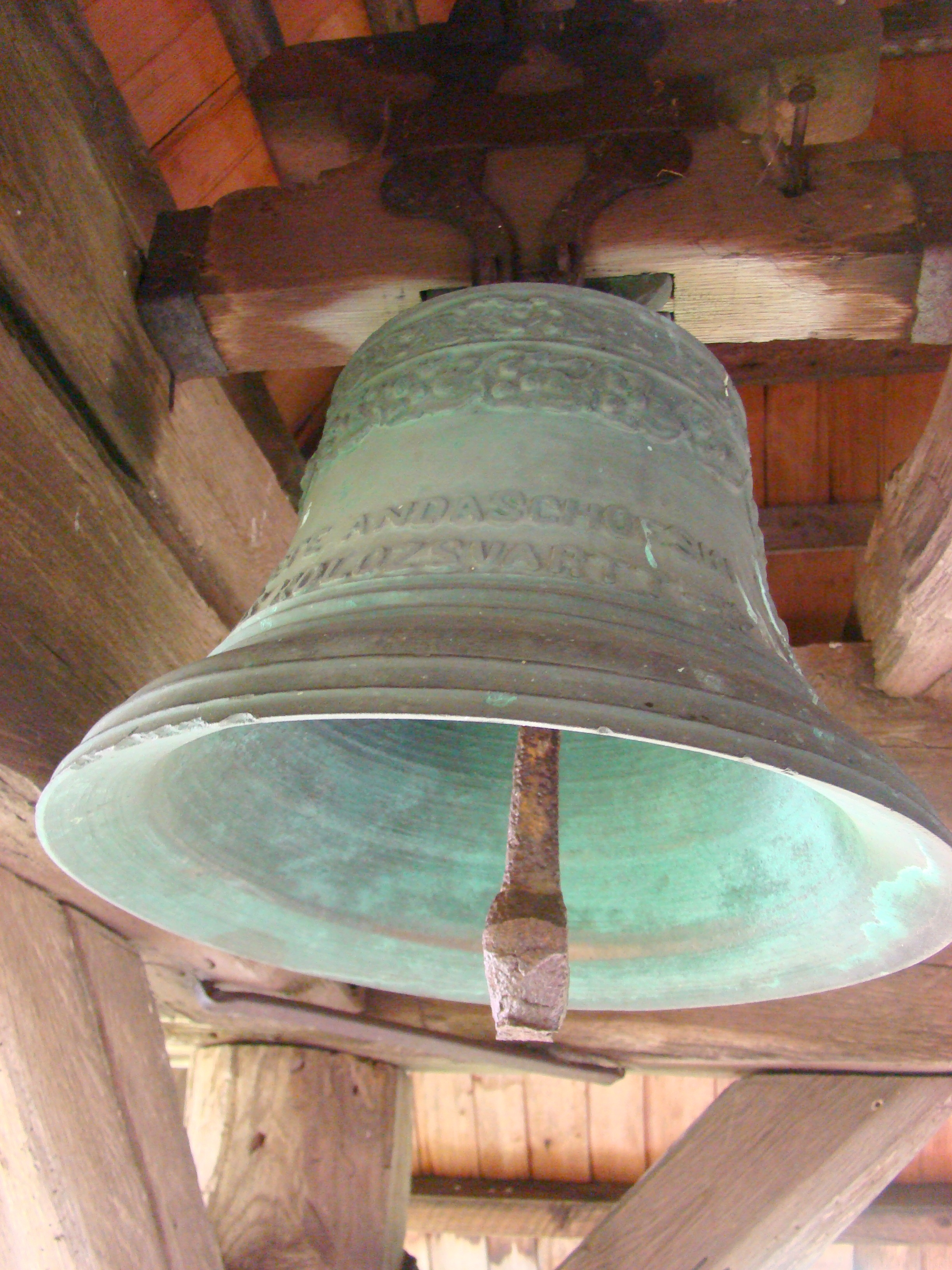
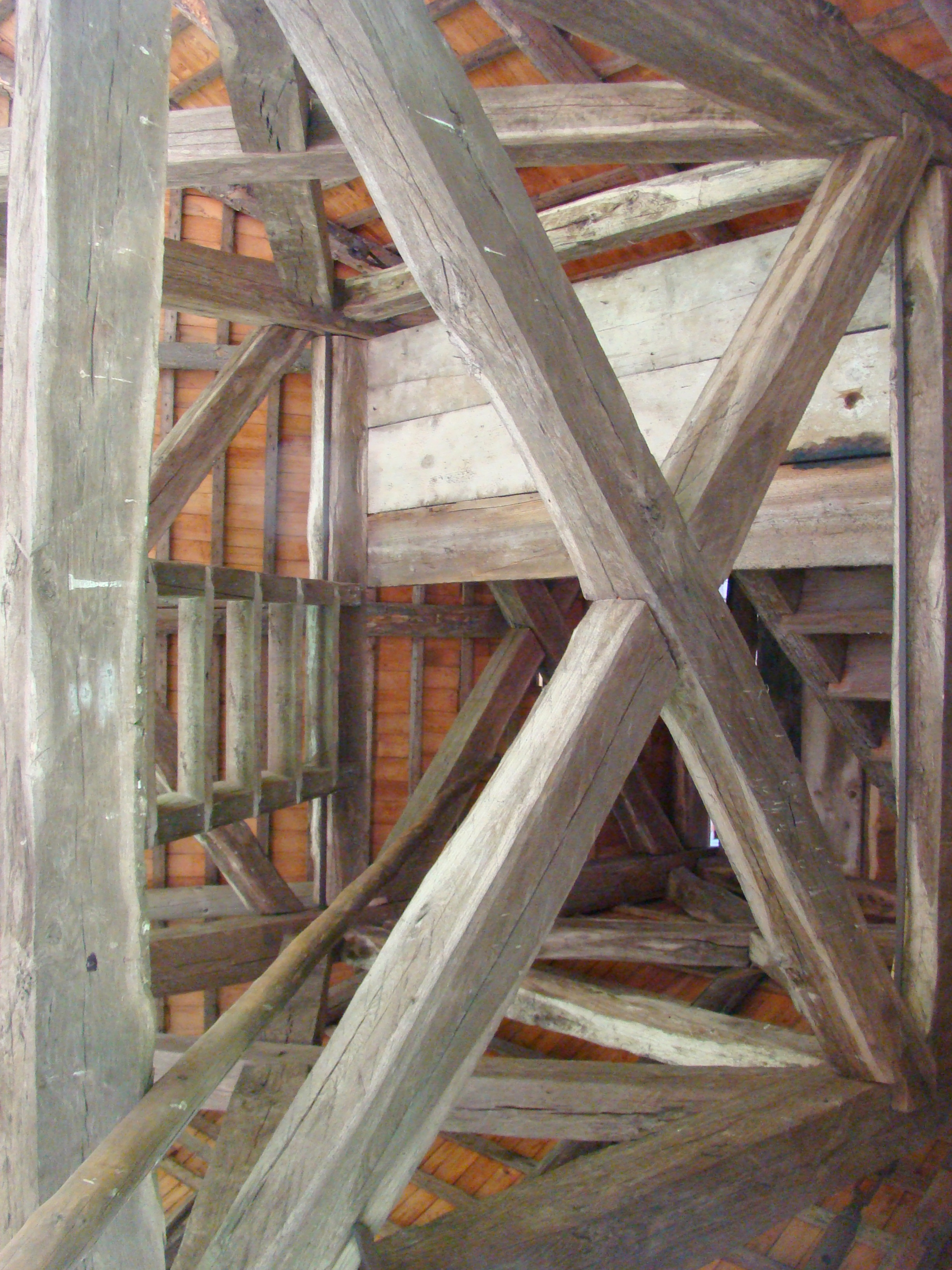
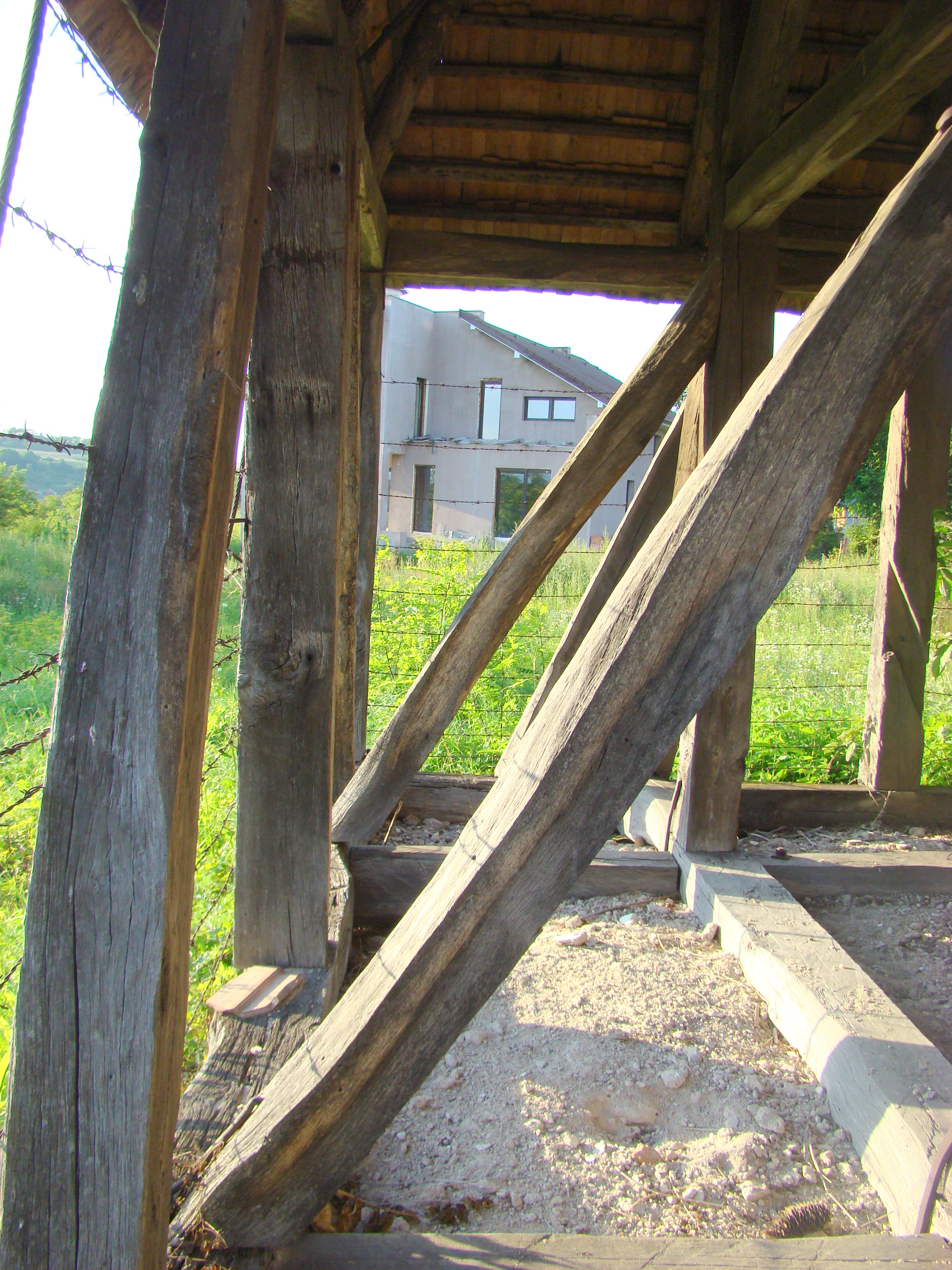

## Vezi și
- Zimbor, Sălaj